# ボヘミア王国

ボヘミア王国
České království (チェコ語)

国歌: Kde domov můj（チェコ語）
我が家何処や

1618年の神聖ローマ帝国内のボヘミア（濃赤）およびボヘミア王冠領（淡赤）

神聖ローマ帝国領邦（1198年 - 1806年）
ボヘミア王冠の王冠領（1348年 - 1918年）
選帝侯国（1356年 - 1806年）
ハプスブルク帝冠領（1526年 - 1804年）
オーストリア帝冠領（1804年 - 1867年）
オーストリア＝ハンガリー帝国のツィスライタニエンの一部（1867年 - 1918年）

ボヘミア王国（ボヘミアおうこく）、ベーメン王国、またはチェコ王国（チェコ語: České království; ドイツ語: Königreich Böhmen; ラテン語: Regnum Bohemiae, Regnum Czechorum）は、中世から近世にかけて中央ヨーロッパに存在し、現代のチェコ共和国の前身となった王国である。神聖ローマ帝国の領邦の1つであり、ボヘミア王は選帝侯の一人だった。ボヘミア王は歴史的地域としてのボヘミアを中心としてモラヴィア、シレジア、ルーサティアの全域と、ザクセン、ブランデンブルク、バイエルンの一部を含むボヘミア王冠領を支配した。

## 概要
前身はボヘミア公国で、12世紀にプシェミスル朝のもとで王国に昇格した。その後ボヘミア王位はルクセンブルク家、ヤギェウォ朝と移り変わり、最終的にハプスブルク家（後のハプスブルク＝ロートリンゲン家）のものとなった。王国の首都プラハは、14世紀後半、16世紀末、17世紀初頭に神聖ローマ皇帝の在所となった。
1806年に神聖ローマ帝国が解体されたのち、ボヘミア王領はハプスブルク家のオーストリア帝国の領土となり、1867年にオーストリア＝ハンガリー帝国に移行したのちもオーストリアの一部とされた。ただし名目上、公式にはボヘミア王国は単一の王国として1918年まで存続した。その間もプラハは帝国の主要都市の1つであり続けた。国内では主にチェコ語（ボヘミア語）が話され、貴族の議会でもチェコ語が用いられていたが、三十年戦争中の1627年の反乱が鎮圧されたのちに禁止された。それ以降はドイツ語がチェコ語と対等に使われるようになり、特に議会では19世紀の「チェコ民族復興」までドイツ語が用いられた。また13世紀の東方植民の際にドイツ人が多数入植した影響で、ボヘミア外縁部のズデーテン地方の都市ではドイツ語が主に使用されていた。王国議会では、国王や時代によって、チェコ語、ラテン語、ドイツ語など使われる言語が変化した。
第一次世界大戦で中央同盟国が敗北したことで、ボヘミア王国はオーストリア＝ハンガリー帝国とともに解体された。その旧領は、新たに独立したチェコスロヴァキア第一共和国の中核となった。

## 歴史

### プシェミスル朝の時代（13世紀）

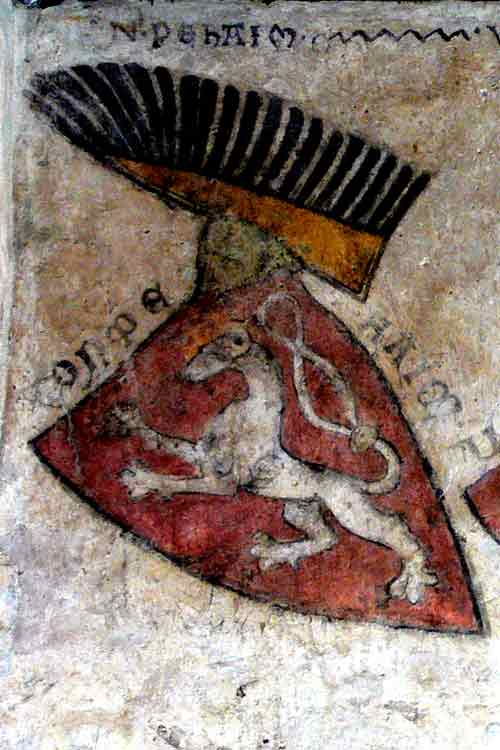
クレムスのゴッツォブルク城で描かれた、最古のボヘミア王国の紋章。

9世紀に始まったボヘミア公国の歴史の中で、11世紀後半にヴラチスラフ2世、12世紀にヴラジスラフ2世がボヘミア王を名乗ったが、いずれも1代限りに終わった。連続的なボヘミア王国が成立したのは1198年のことで、プシェミスル朝のオタカル1世が、ローマ王位をめぐるフィリップとオットー4世の争いに際して前者を支援する見返りに王位を認められた。フィリップは争いに敗れオットー4世が単独の皇帝となったが、オタカル1世はオットー4世や教皇インノケンティウス3世にもボヘミア王号を認めさせた。1212年に皇帝フリードリヒ2世が出したシチリア金印勅書において、ボヘミア公国は正式に王国へ昇格した。
ボヘミア王は、帝国議会への出席を除き、将来にわたってあらゆる帝国諸侯としての義務を免れた。皇帝が持っていたボヘミア君主承認権やプラハ司教任命権は放棄された。オタカル1世の息子ヴァーツラフ1世はボヘミア王位を継承し、その地位を盤石なものとした。
ヴァーツラフ1世の妹アネシュカ・チェスカーは、当時の女性としては並外れて果敢かつ行動的な人物だった。皇帝フリードリヒ2世との縁談を断り、修道院に入って精神生活に生涯をささげたのである。彼女が教皇インノケンティウス4世の後押しを受けて1233年に創設した紅星騎士団は、ボヘミア王国最初の騎士修道会となった。なお外来の騎士修道会としては、ボヘミアではすでに聖ヨハネ騎士団（1160年ごろ以降）、聖ラザロ騎士団（12世紀後半以降）、ドイツ騎士団（1200年ごろ - 1421年）、テンプル騎士団（1232年 - 1312年）の4つが活動していた。

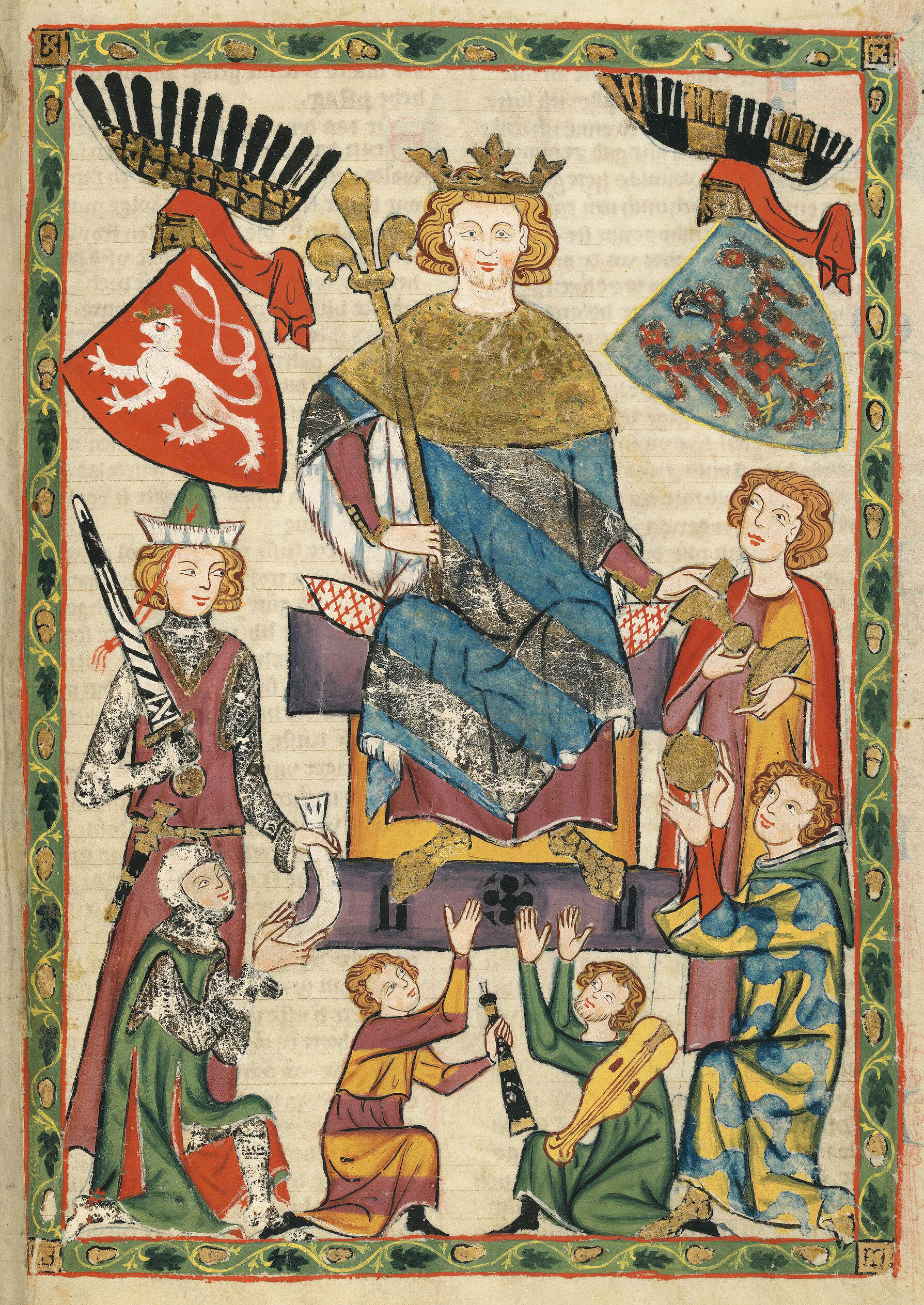
ヴァーツラフ2世（マネッセ写本より）

13世紀、プシェミスル朝は中央ヨーロッパ最強の王朝の1つとなった。皇帝フリードリヒ2世の地中海偏重政策と彼の死後の大空位時代（1254年 - 1273年）のために、中央ヨーロッパにおける皇帝権力は著しく弱まった。また東方からはモンゴル帝国がヨーロッパに侵攻し、ボヘミアの東方のライバルであるポーランドとハンガリーが大いに力を削がれていた。

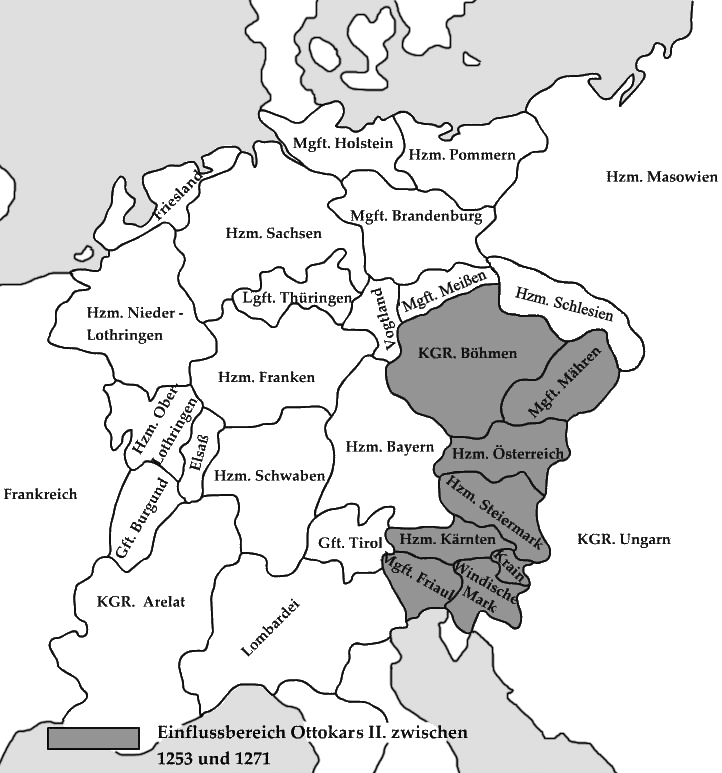
1253年から1271年までの、オタカル2世治下のボヘミア王国

オタカル2世は帝国の大空位時代とほぼ被る治世（1253年 - 1278年）の間にボヘミア王国史上最大の版図を実現した。皇太子時代の1252年にバーベンベルク家最後の男系女子だったマルガレーテと結婚してオーストリア公となり、オーバーエスターライヒ、ニーダーエスターライヒ、シュタイアーマルクの一部を獲得した。その後1260年のクレッセンブルンの戦いでハンガリー王ベーラ4世を破り、シュタイアーマルクの残部、ケルンテンの大部分、カルニオラの一部を征服し、その領土はアドリア海に達した。彼は「鉄と金の王」とのあだ名で呼ばれた。鉄は彼の征服活動、金はその富を意味する。またドイツ騎士団を支援して北方のプロイセンにも遠征して1256年に異教徒のプルーセン人を破り、クラーロヴェツ（チェコ語:  Královec）という都市を建設した。後にケーニヒスベルクのドイツ語名で知られるようになったその名は「王の砦」を意味するが、これはドイツ騎士団がオタカル2世に敬意を払って付けたものである。
しかし1273年にローマ王選挙でオタカル2世を破り選出されたハプスブルク家のルドルフ1世は皇帝権回復を志し、オタカル2世の勢力を削り始めた。国内貴族の反乱にも苦しんでいたオタカル2世は、1276年までにオーストリアを始めとするドイツにおける領土をすべて失い、1278年のマルヒフェルトの戦いでルドルフ1世との決戦に挑んだが敗死した。

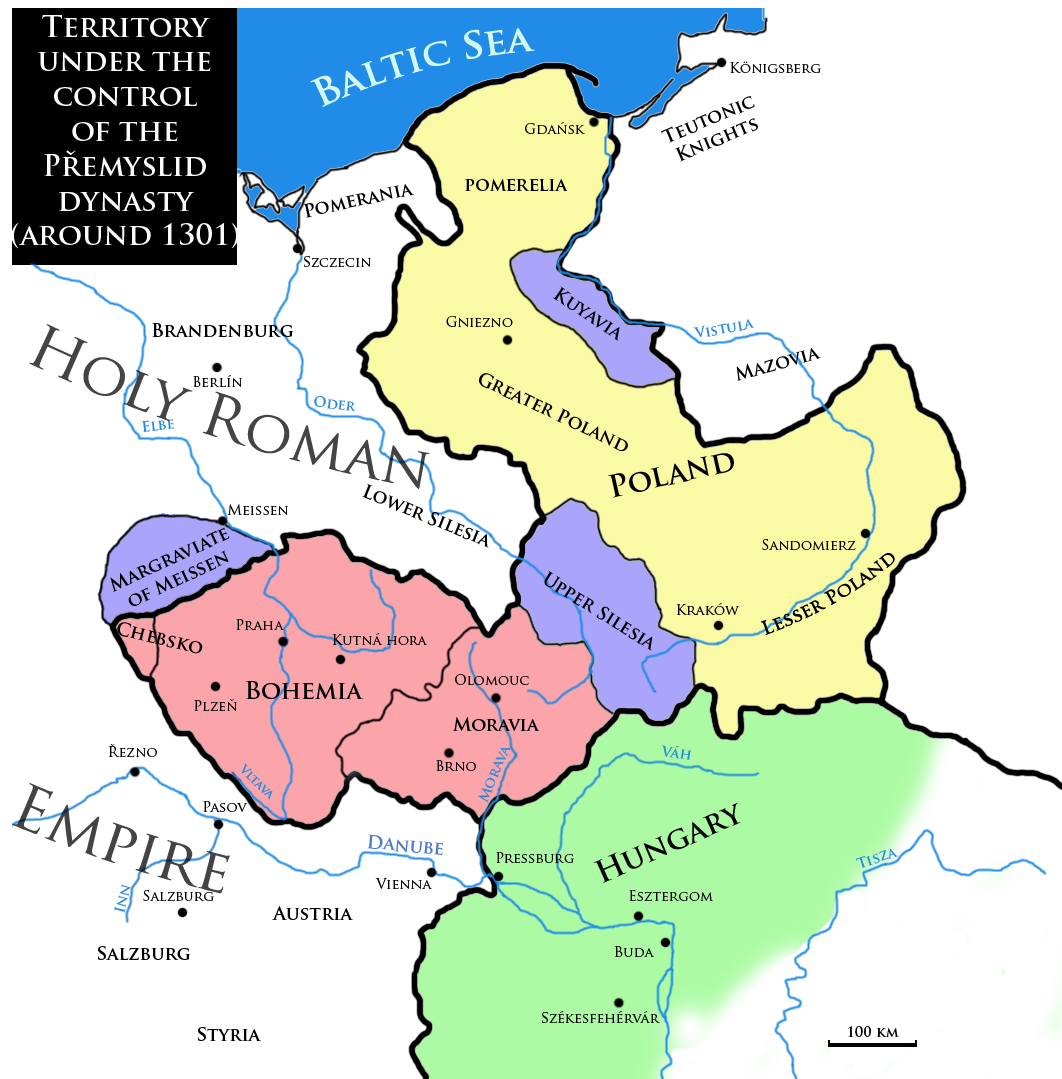
1301年ごろのプシェミスル朝の領土

跡を継いだヴァーツラフ2世の元には従来のボヘミア王国の版図しか残っていなかった。そのボヘミアも王が幼少であることから、その保護者になるという名目で周辺諸国の侵略の的となり、一時期王国とヴァーツラフ2世は5年にわたりブランデンブルク＝シュテンダール辺境伯オットー4世の支配下に置かれたこともあった。が、彼は1300年にポーランド王位を獲得、1301年に息子ヴァーツラフ3世をハンガリー王に即位させた。1305年にボヘミア王位・ポーランド王位をも継承したヴァーツラフ3世の元で、プシェミスル朝の支配はハンガリーからバルト海にまで及んだ。しかし翌1306年、ポーランド王位を守るためポーランド遠征を企図していたヴァーツラフ3世がオロモウツで暗殺されてプシェミスル朝は断絶、400年に及んだプシェミスル朝のボヘミア統治は幕を下ろした。ポーランドではピャスト朝のヴワディスワフ1世が諸侯の再統合を進めて1320年にポーランド王位を復活させ、ハンガリーではアンジュー朝が成立した。その一方でボヘミア王国は、国外の諸家が王位を争う闘争の舞台となった。
13世紀はドイツからの東方植民が活発に行われた時代であるが、プシェミスル朝の歴代君主はこの活動を大いに支援した。ボヘミアの外縁部の都市や鉱山地域には多数のドイツ人が入植し、一部はボヘミア内部にも植民都市を建設した。ドイツ人入植地として有名な都市は、ストジーブロ、クトナー・ホラ、ニェメツキー・ブロト（現ハヴリーチクーフ・ブロト）、イフラヴァが挙げられる。ドイツ人はイウス・テウトニクム（ドイツ人の法、ラテン語: ius teutonicum )と称する独自の法体系を持ち込み、これが後にボヘミアとモラヴィアにおける商法の基礎となった。チェコ人貴族とドイツ人の婚姻も一般的に行われるようになった。

### 黄金時代（14世紀）
14世紀、特にカレル1世の時代（1342年 - 1378年）は、チェコの歴史上の黄金時代と呼ばれる。1306年にプシェミスル朝が断絶したことで、ルドルフ1世（オーストリア公ルドルフ3世）とインジフ・コルタンスキー（ケルンテン公ハインリヒ6世）がボヘミア王位をめぐり争ったが、最終的に1310年にルクセンブルク家のヤン・ルケンブルスキーがヴァーツラフ3世の妹エリシュカ・プシェミスロヴナと結婚し、ボヘミア王となった。彼は神聖ローマ皇帝ハインリヒ7世の息子であった。ヤンの息子カレル1世は1346年にボヘミア王位を継ぎ、ルクセンブルク家2代目の王となった。彼は幼少期にフランス宮廷で養育されて国際人としての人格を育て、またボヘミアを不在にしがちなうえ1340年には失明した父に代わり、1333年以降13年間ボヘミアを実質的に統治していた人物だった。

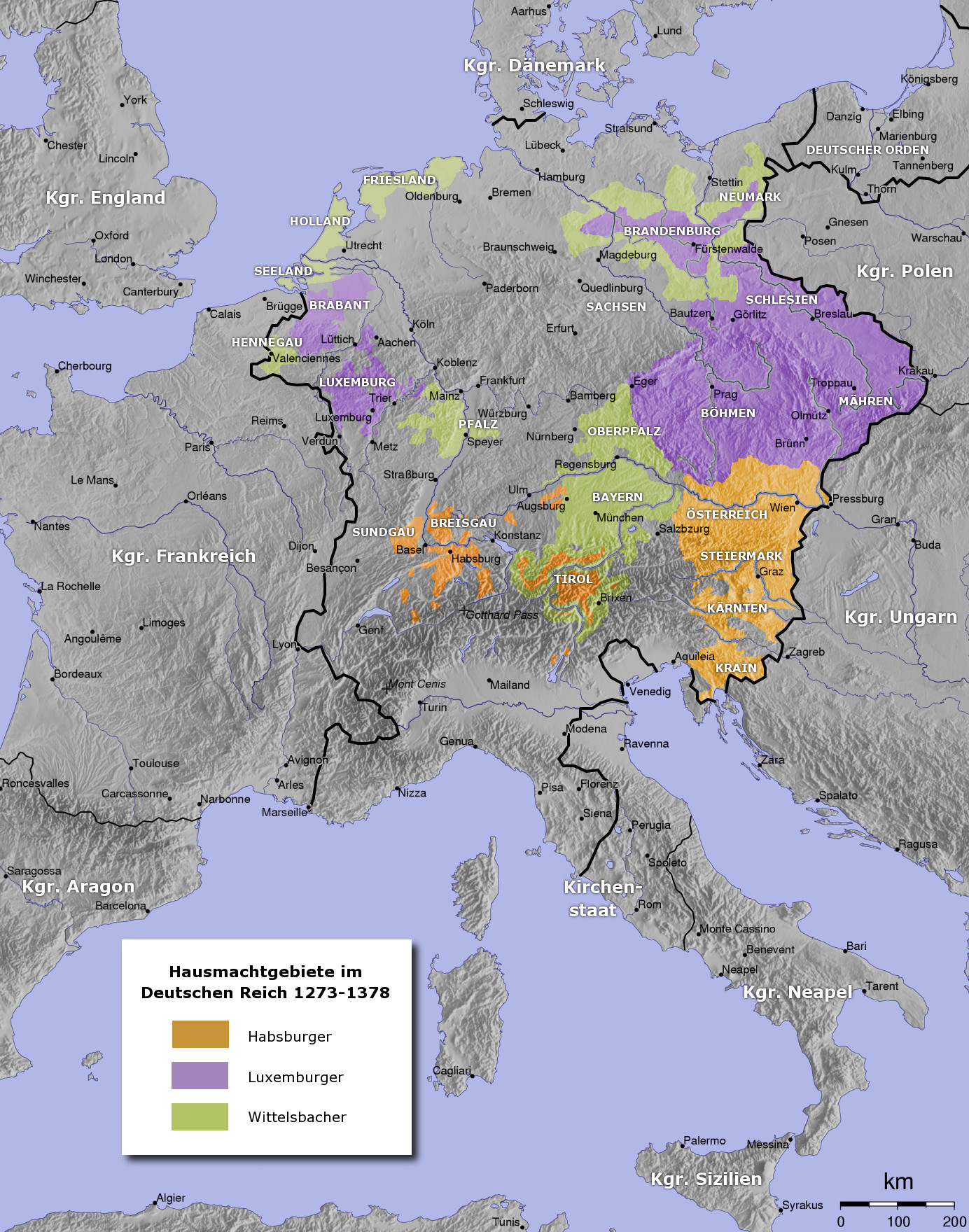
カール4世時代の帝国の領域と主要王家の領地
ルクセンブルク家
ヴィッテルスバッハ家
ハプスブルク家

カレル1世はボヘミア王国の地位と威信の向上に努めた。ボヘミアのマインツ大司教の管轄下にあったプラハ司教を1344年に大司教に昇格させ、ボヘミア王に戴冠する権利を与えた。またボヘミア、モラヴィア、シレジアの貴族の力を押さえ、領土経営の合理化を進めた。1348年にはモラヴィア、シレジア、ルーサティアを含んだボヘミア王冠領を成立させ、王領の不可分性を規定した。

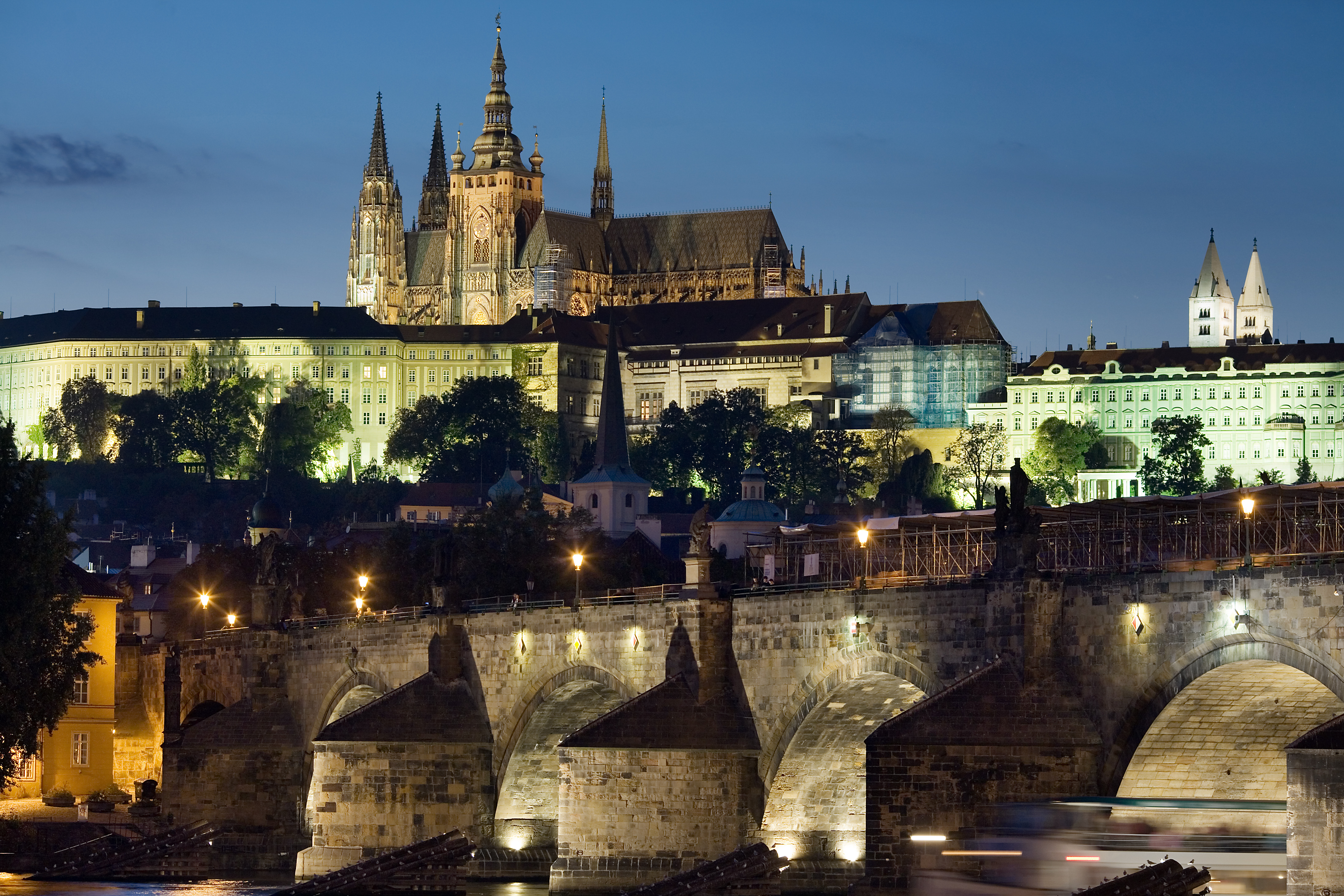
プラハ城。ボヘミア公、王、ローマ王、皇帝の在所となり、1918年以降はチェコスロバキアおよびチェコの大統領府として使われている。

1355年、カレル1世はカール4世として神聖ローマ皇帝に即位した。翌1356年に金印勅書を発し、皇帝選出の手続きを整備した。この後、1373年にカレル1世はバイエルン公オットー5世よりブランデンブルク辺境伯領を購入し、皇帝選挙の際にルクセンブルク家で2票を確保できる体制を作った。カレル1世は、ボヘミア王国の首都プラハを帝国の首都に定めた。
彼の元で、プラハでは旧市街の南東に新市街を建設する一大事業が勧められた。またロマネスク様式の宮殿だったプラハ城もゴシック様式に改築され、城塞としての機能が強化されたうえで皇帝の在所に定められた。カレル1世は1348年にプラハ・カレル大学を創設し、プラハを学問の中心地としようと試みた。大学内はチェコ、ポーランド、ザクセン、バイエルンという4つの「ネーション」に分けられ、それぞれが投票権を持つ体制が作られた。しかしながら、時がたつにつれてプラハ・カレル大学はチェコ人中心主義の中核になっていった。
1378年にカレル1世が死去すると、王位は息子のヴァーツラフ4世（ヴェンツェル）に移った。既に彼は1376年にローマ王に選出されていた。しかし皇帝としての戴冠を果たせぬまま失政を重ね、1400年にはローマ王を廃位された。何とかボヘミア王位は保ったものの、彼の時代のボヘミアは不況に陥り、盗賊や私闘が横行したうえ、黒死病の流行にも見舞われた。弟のジクムント（ジギスムント）は1410年にローマ王に選出され、1433年にローマで皇帝に即位した。彼の代で、ルクセンブルク家は断絶した。

### フス戦争とフス派王（15世紀）

1419年から1620年までのフス派勢力圏の推移（白線は現在の国境）

1402年から1485年にかけてのフス派の活動は、宗教改革運動に留まらないチェコ民族運動の走りでもあった。ボヘミア宗教改革と呼ばれる一連の宗教改革運動は、教皇の権威に挑戦し、ボヘミア地域の教会の独立を試みるものだった。フス派と帝国・教皇の間でフス戦争が勃発、フス派は4度にわたってフス派十字軍を撃退し、後のプロテスタントの走りとみなされている。十字軍兵士の多くがドイツ人であったことから、フス派はチェコのナショナリズムの始まりとみなされることがある。ただし、十字軍には多くのハンガリー人やチェコ人カトリック教徒も参加していた。現代のチェコ史学上では、フス派は反帝国、反ドイツ運動の端緒という地位を与えられ、さらには長期的なチェコ・ドイツ民族対立の一部とみなされることすらある。
フス派はヴァーツラフ4世の治世下で勃興した。この頃カトリック教会は大シスマ状態にあって教皇の権威が著しく減退しており、帝国でも皇帝の失政のために秩序が失われていた。1403年にプラハ・カレル大学の教授となったヤン・フスは、イングランドのジョン・ウィクリフの反教皇・反ヒエラルキー主義（ロラード派）に共鳴し、教会改革を求める説教師として活躍するようになった。フスは富、汚職、カトリック教会のヒエラルキーを否定し、ウィクリフの教義に従って聖職者に清貧を求めるとともに、聖餐において平信徒もパンとワイン両方を受ける二種聖餐を提唱した。またフスは聖書をチェコ語に翻訳し、チェコ語はギリシア語、英語に次いで、現代も一般に話されている言語の中では3番目に聖書の全文翻訳がなされた言語となった。
ドイツ人の神学教授たちはフスにウィクリフ批判を強要したが、フスは大学内のチェコ人派閥の後押しを受けてこれを拒絶した。大学の方針を定める評議会はドイツ人3票に対してチェコ人は1票しかもっていなかったためチェコ人派閥は敗れ、プラハ・カレル大学は正統カトリックを軸とし続けることになった。その後数年間にわたり、地元民であるチェコ人は自分たちの権利を拡大するよう大学憲章の改訂を要求した。ヴァーツラフ4世がこの論争に対し曖昧な態度をとったこともあり、対立は激化する一方だった。当初彼はドイツ人を要職につけようとしてチェコ人貴族の反感を買い、逆にフスの後援者を増やしてしまった。ドイツ人派閥は、プラハ大司教ズビニェク・ザイーツや、国内のドイツ人聖職者の支持を得ていた。しかし政治的に追い詰められたヴァーツラフ4世は、変心してドイツ派からチェコ派に鞍替えし、今度は宗教改革派と手を組んだ。1409年1月18日、ヴァーツラフ4世はクトナー・ホラ勅令を発し、大学内のチェコ人に3票の投票権を与え、他の国民は1票と改めた。これによりフスは大学の主導権を握り、対してドイツ人の教授や生徒数千人がプラハ・カレル大学を離れ、彼らの多くはマイセン辺境伯フリードリヒ4世を頼ってライプツィヒ大学を創立した。

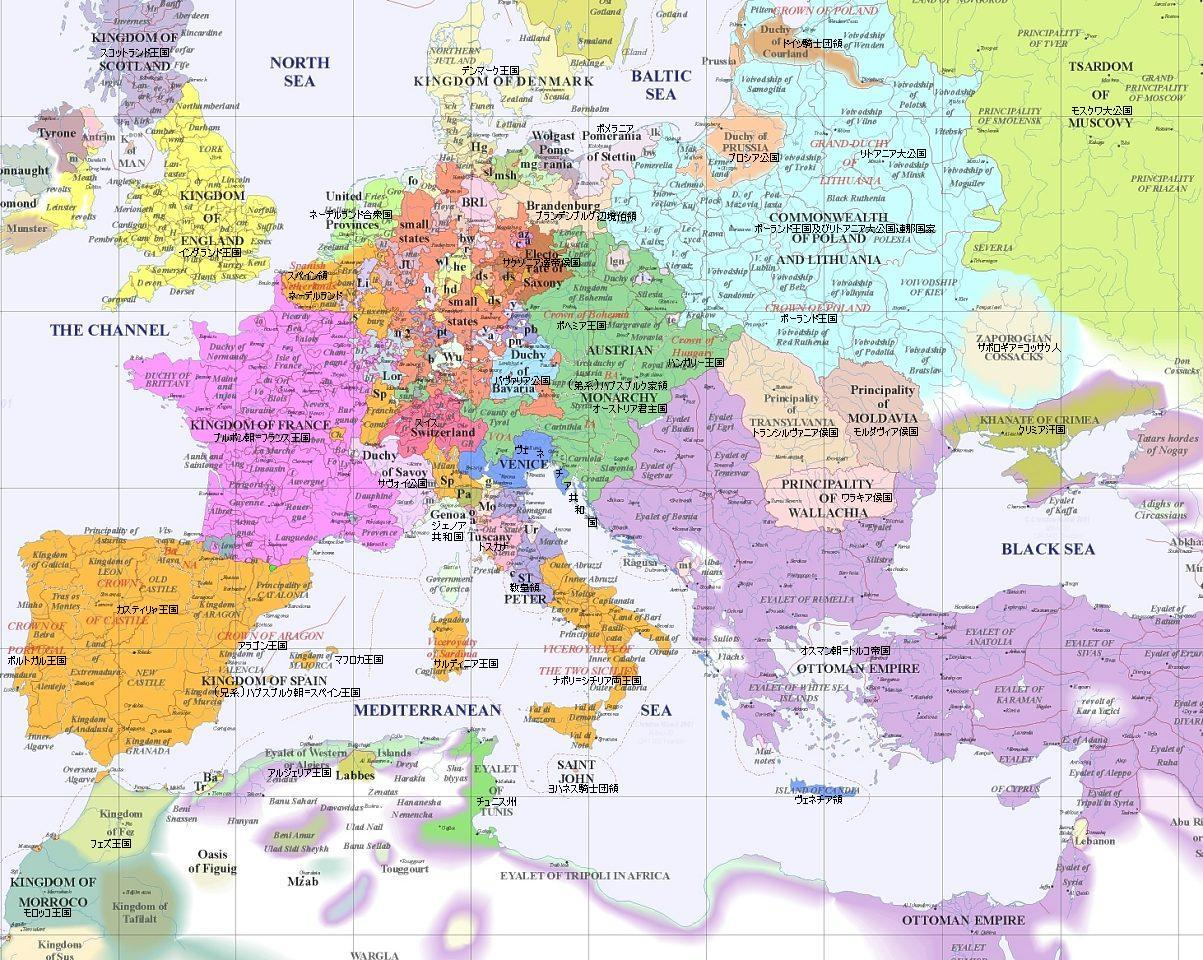
1600年のヨーロッパ

大学内の闘争に勝利したフスだったが、カトリック教会の贖宥状販売を批判したことで、売り上げの一部を受け取っていた王の支持を失った。教皇庁はプラハの聖務停止を宣告して圧力をかけ、結果として1412年、フスと支持者たちは、大学の職を解かれプラハからも追放された。その後約2年の間、フスは巡回説教師としてボヘミア中をまわり、自身の改革教義を広めていった。1414年、フスはコンスタンツ公会議に召還され、到着後すぐに投獄された。彼は自説を曲げないまま異端宣告を受け、生命を保証されていたにもかかわらず1415年7月6日に火刑に処された。現在、この日はチェコ共和国の祝日となっている。

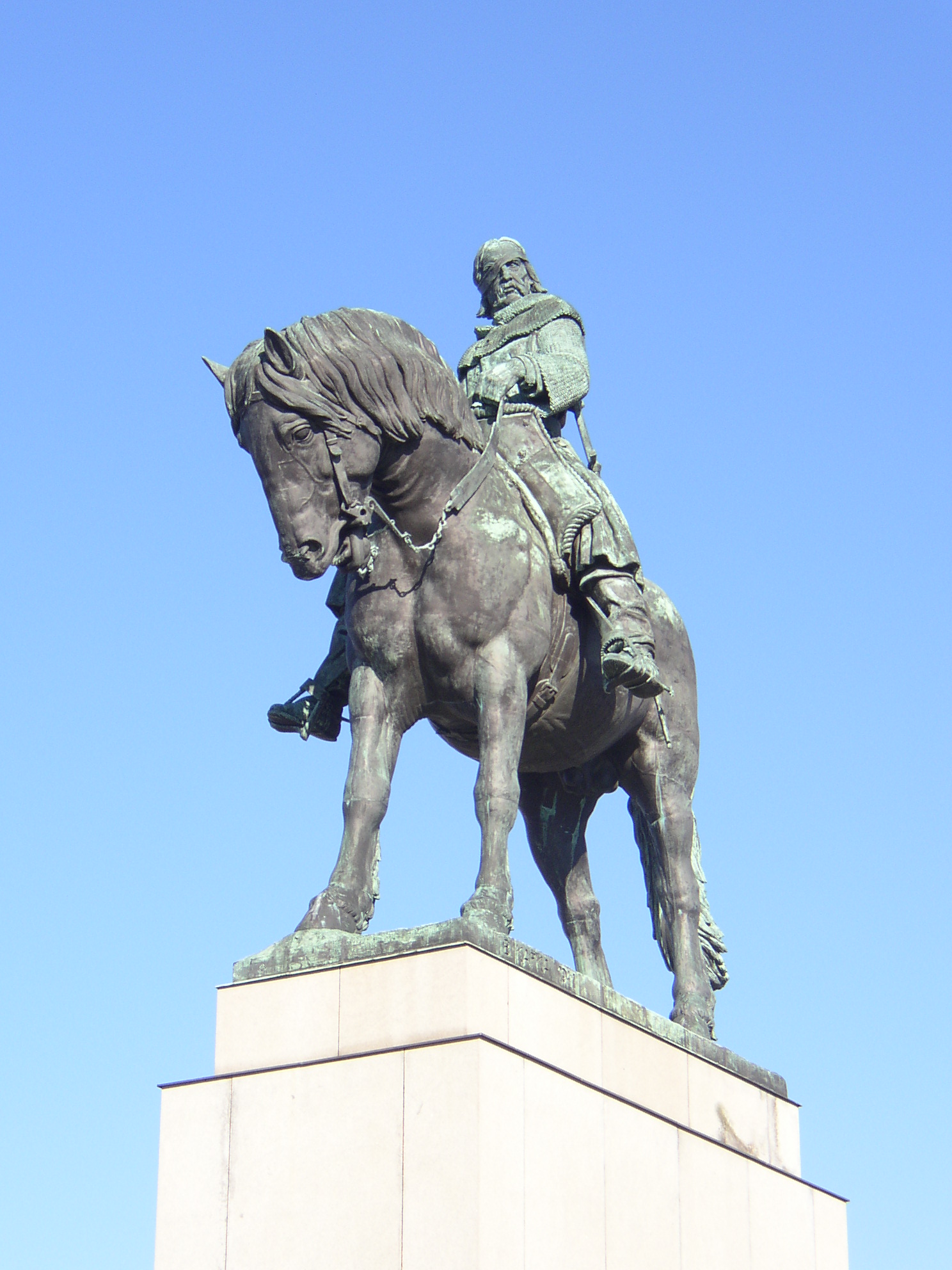
フス派の軍事指導者ヤン・ジシュカの乗馬像（プラハ）

フスの処刑により、数十年に及ぶフス戦争が勃発した。1419年に説教師ヤン・ジェリフスキー率いるフス派市民が第一次プラハ窓外放出事件を起こし、ドイツ人市長と評議員を殺害した。その報を受けたヴァーツラフ4世は卒倒、半月後に死んでしまった。その後を継いでボヘミア王に即位した弟のジクムント（ハンガリー王ジグモンド、後に神聖ローマ皇帝ジギスムント）は、コンスタンツ公会議の際にハンガリー王としてフスの処刑を主導した人物だった。しかしジクムントはハンガリー人とドイツ人の軍を率いていながら、ボヘミア王国での支配確立に失敗した。プラハでは暴動が起き、南部では傭兵隊長ヤン・ジシュカが蜂起した。宗教闘争は瞬く間にボヘミア全土に広まり、特にドイツ人が支配していた諸都市では激しい抗争が起きた。フス派のチェコ人とカトリックのドイツ人は互いに虐殺しあい、敗れたドイツ人たちはボヘミア以外の神聖ローマ帝国領に逃れた。ジクムントはボヘミアやドイツ、ハンガリーのカトリック教徒を率いて何度もフス派十字軍を組織したが、ヤン・ジシュカは農民や傭兵を主体とする少数の軍勢にウォーワゴンで騎士の突撃を止め、火器で殺害する戦術を導入し、何度も皇帝や有力諸侯の軍を撃破した。
この頃既に、フス派内では次々と分派が誕生していた。ウトラキスト（両形式主義者）を名乗り、カトリック教会との妥協も視野に入れるボヘミア貴族ら穏健派がある一方で、南ボヘミアの要害にターボル市を建設してターボル派と名乗った過激派は、教会を完全に否定し、聖書を唯一の宗教権威とした。ヤン・ジシュカはターボル派の軍事指導者だった。フス戦争では、同じような構図の流れが繰り返された。まずジクムントらが十字軍をボヘミアに侵攻させると、フス派は穏健派と過激派が手を結び、共同して十字軍を撃退する。しかしひとたび脅威が去れば、フス派軍はカトリック教徒の地域に繰り出して略奪と虐殺を繰り広げた。多くの歴史家たちは、フス派を狂信者として描いている。一方で、彼らはフス派の権利や存在そのものを否定する王や教皇と戦い、自らの土地を死守するナショナリストの萌芽ともいえる顔も持っていた。ジシュカは途中でオレープ派を結成してターボル派と距離をとりつつ、カトリック軍と戦いながら城塞や修道院、村を襲い、カトリックの聖職者を追い出して教会領を接収するとともに、カトリック教徒のフス派への改宗を進めていった。しかし彼は1424年に黒死病に倒れ、ターボル派の大プロコプと小プロコプが跡を継ぎ、積極的にドイツに侵攻して勢力を拡大した。
一方で1433年、ウトラキストはバーゼル公会議に代表団を派遣し、カトリック教会との和解を図った。1434年、カトリック軍とウトラキスト軍は共同して過激派を攻撃し、リパニの戦いで大小プロコプを討ち取って過激派のフス派軍を壊滅させた。1436年バーゼルの誓約が締結され、フス派説教の自由、二種聖餐、聖職者の不正排除、各階級による裁判と処罰といったプラハ四か条で示されたフス派の基本事項がすべてカトリック教会に認められた。しかし教皇エウゲニウス4世がバーゼルの誓約の承認を拒否したため、ボヘミアのカトリックとウトラキストの間には溝が残った。ウトラキストがボヘミアの政権を握ったことで、都市からはドイツ人の裕福な市民が姿を消した。聖職者はその信条にかかわらず財産を貴族や都市に没収され、影響力が弱まった。
ジクムントと戦う過程で、ターボル派はボヘミア王国の領域を飛び出し、モラヴィア、シレジア、ルーサティア、さらには現在のスロバキアにあたる上ハンガリーにも進出した。リパニの戦いの後、カトリック軍に追われたチェコ人宗教難民が大勢ここに流れ込み、1438年から1453年にかけてフス派の残党であるチェコ人貴族ヤン・イスクラが南スロバキアからゾーヨン（現ズヴォレン）、カッサ（現コシツェ）に至る地域を支配した。フス派の軍事的影響とチェコ語聖書の普及は、後のスロバキアとチェコの強い繋がりの端緒となった。また一時期ポーランド王ヴワディスワフ2世の援助を受けていた関係でポーランド軍にもフス派が参加しており、彼らはバルト海にまで到達した。

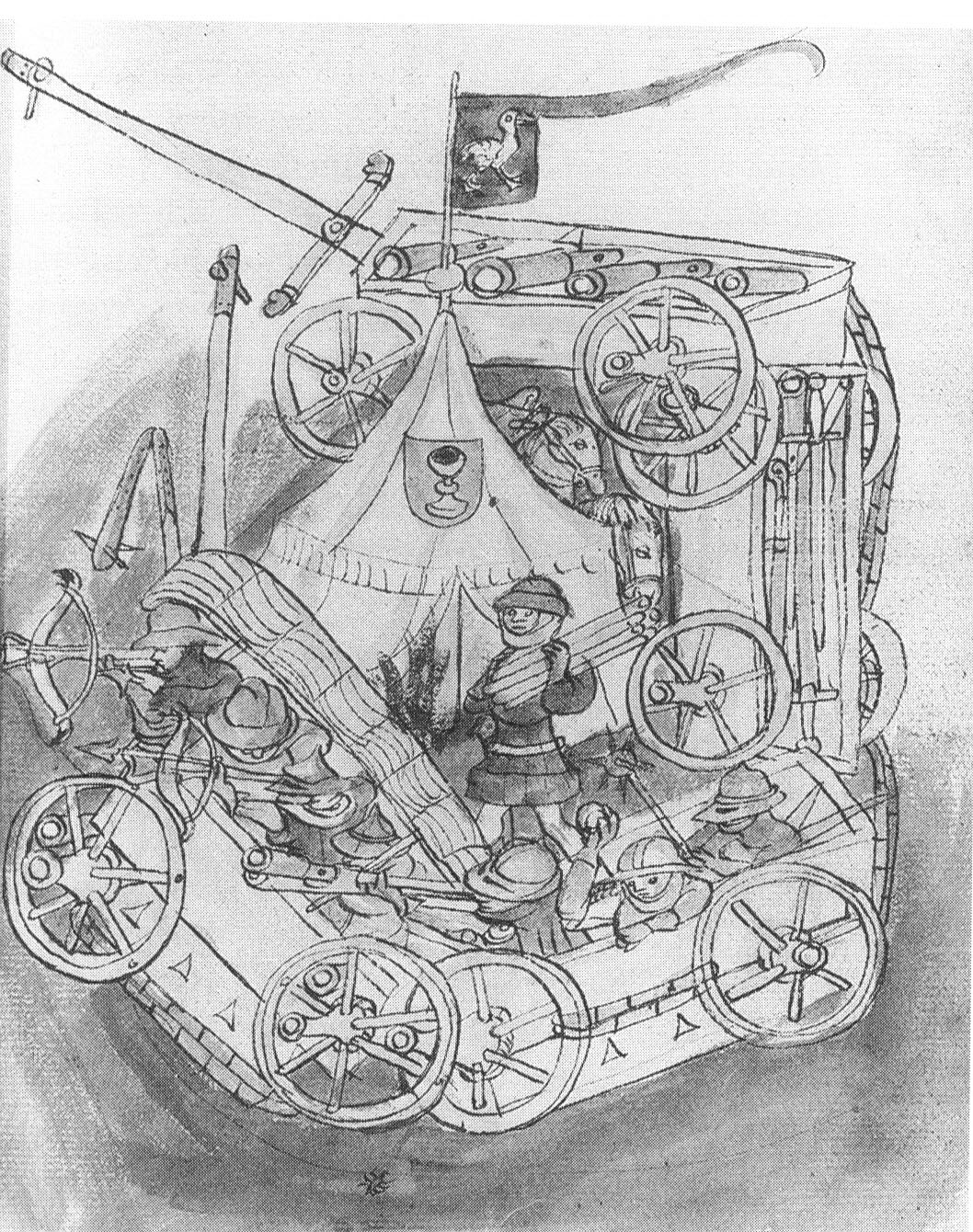
フス派のウォーワゴン。フス派は他にも銃などの新兵器を駆使して十字軍を撃退した。

1437年にジクムントが死去すると、ボヘミアの諸階級はその遺志に沿ってハプスブルク家のアルブレヒト（オーストリア公アルブレヒト5世、神聖ローマ皇帝アルブレヒト2世）をボヘミア王とした。その死後は遺児ラジスラフ・ポフロベク（ラディスラウス・ポストゥムス）が跡を継いだが、幼少だったためウトラキストの流れをくむ改革派貴族が摂政となった。しかし貴族の中にはカトリックに留まり教皇に忠誠を誓う者も残っており、内紛が絶えなかった。
ラジスラフ・ポフロベクはオーストリアで後見人フリードリヒ（後のオーストリア大公フリードリヒ5世、皇帝フリードリヒ3世）に幽閉されており、ボヘミアでは1452年以降、穏健フス派の指導者イジーが摂政として政権を握った。彼は同じウトラキストのヤン・ロキツァナをプラハ大司教として、さらに過激派のターボル派の残党をチェコ改革教会に取り込むことに成功した。カトリック派はプラハを追い出された。1457年にラジスラフ・ポフロベクが白血病で死去すると、ハンガリー議会はマーチャーシュ1世（ボヘミア名マティアス1世・コルヴィン）をハンガリー王に、ボヘミア諸階級はイジーをボヘミア王に選出した。彼は大貴族ではあったが王家の血筋ではなく、この国王選出は教皇や他の王侯に承認されなかった。
異端の烙印を押されてヨーロッパ・カトリック世界の中で孤立していたイジーは、ヨーロッパのキリスト教諸国が巨大な連合体を形成し、抗争を止めるとともに団結してオスマン帝国に対抗するという壮大な構想を立てた。その中では各邦が1票を握り、フランスが主導的な立場につくとされており、教皇には特別な地位を与えなかった。イジーは1464年から1467年にかけて各国宮廷をめぐり自らの構想を訴えたが、失敗に終わった。
1465年、カトリックのボヘミア貴族はゼレナー・ホラ同盟を結び、イジーへの抵抗を表した。翌年、教皇パウルス2世はイジーを破門し、ボヘミア臣民のイジーへの服従義務を解いた。これを受けて1468年にボヘミア戦争が勃発し、ハンガリー王マーチャーシュ1世や神聖ローマ皇帝となっていたオーストリア大公フリードリヒ3世の侵攻を受けた。イジーはマーチャーシュ1世にモラヴィアの大部分を奪われたが、周囲の反対を押し切り1470年に和平を結び、ヤギェウォ朝の王子を後継に定めて翌1471年に没した。

### ヤゲロンキ朝とハプスブルコヴェ朝（1471年以降）

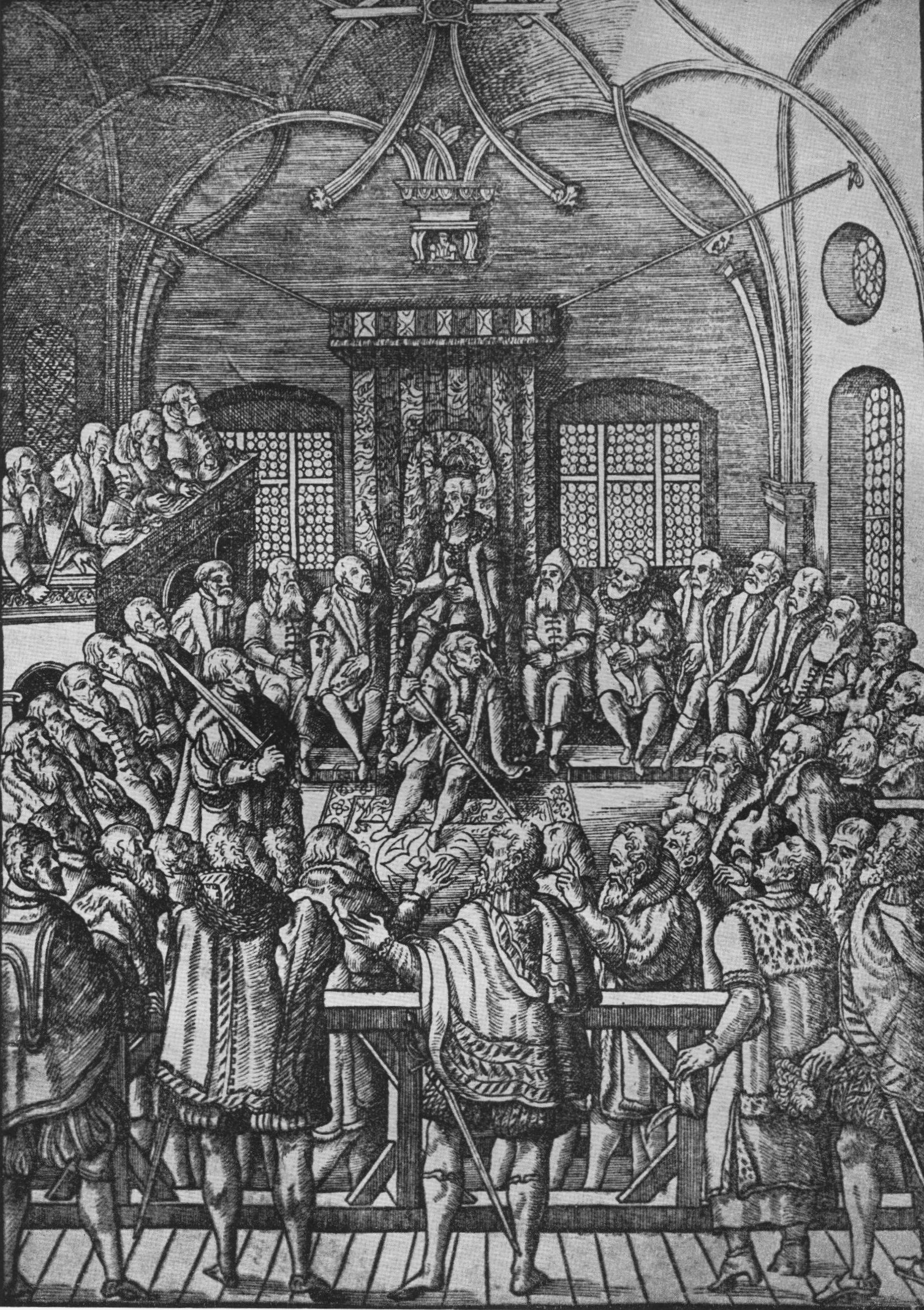
ボヘミア議会（1564年）

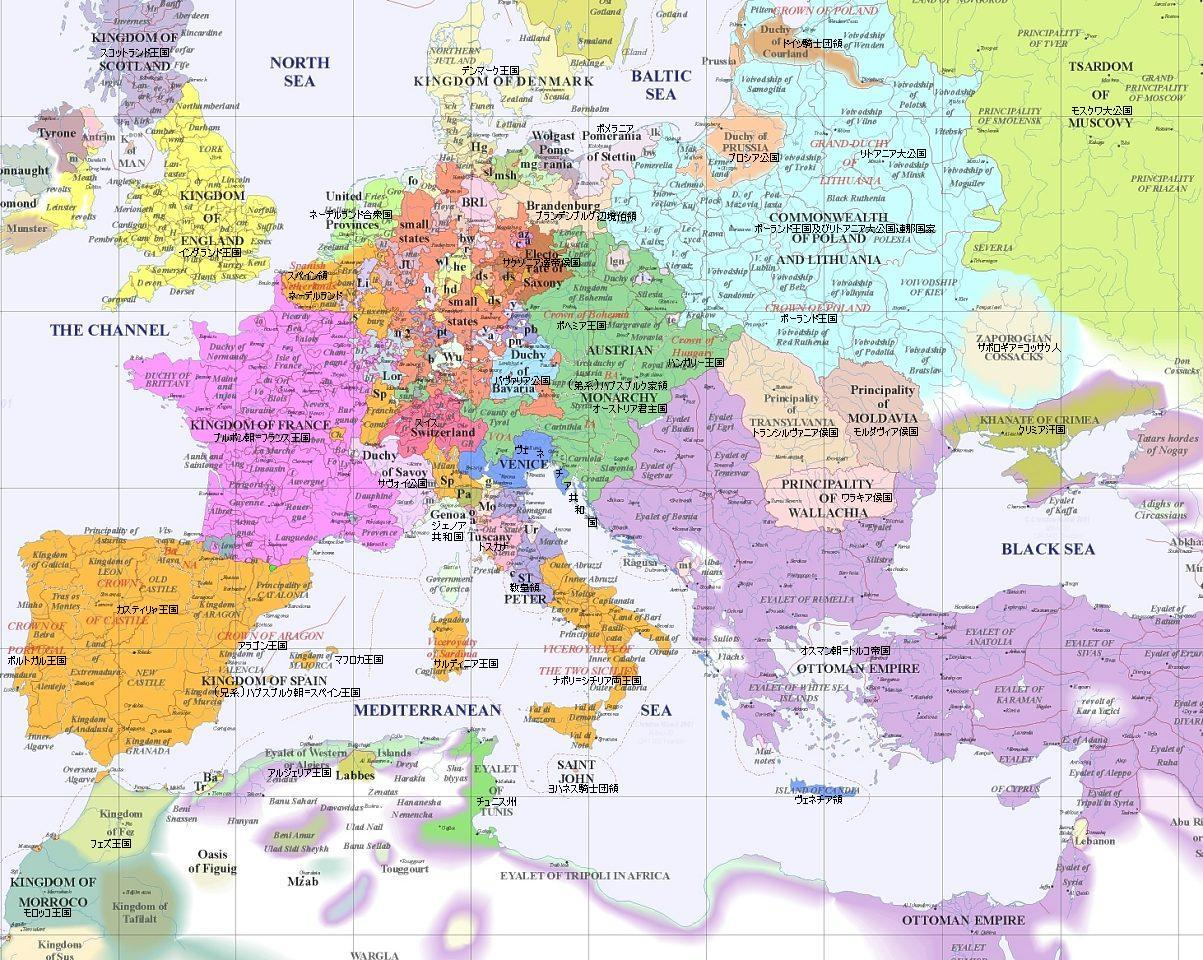
1600年のヨーロッパ

フス派王イジーの死を受けて、ボヘミア諸階級はヤギェウォ朝（ボヘミアではヤゲロンキ朝）のポーランド王子ヴラジスラフ・ヤゲロンスキーをボヘミア王に選出した。一方マティアス1世・コルヴィンもボヘミア王位の請求を取り下げず侵攻を続けていた。1479年に両者はオロモウツの和約を結び、ヴラジスラフはシレジア、モラヴィア、ラウジッツとボヘミア王位をマティアス1世に譲渡、わずかにボヘミアを残すのみとなった。ヴラジスラフは国内のカトリックとフス派の対立にも悩まされたが、1485年にカトリック派がバーゼルの誓約を受け入れ、両者の和解が成った。1490年にマティアス1世が嗣子なくして死去したため、ヴラジスラフは彼の跡を継ぐことで旧領を回復、さらにハンガリー王位をも獲得した。ヴラジスラフがブダに移ってハンガリー統治に専念したため、ボヘミアではほとんど各地の貴族が自治を行う状況になり、1500年にボヘミア貴族が王権を制限する法を制定するとヴラジスラフも1502年に承認した。ハンガリーと同君連合を結んだボヘミアは神聖ローマ帝国から浮いた存在になり、1500年に帝国クライスが成立した際もボヘミア王冠領は除外された。
1515年、ヴラジスラフは神聖ローマ皇帝マクシミリアン1世や弟のポーランド王ジグムント1世と会談、ウィーン二重結婚を取り決めた。1516年、ヴラジスラフの息子ルドヴィーク幼王がボヘミア王・ハンガリー王を継いだが、彼は1526年にモハーチの戦いでオスマン帝国と争い敗死した。ここにヤゲロンキ朝が断絶したため、二重結婚でルドヴィークと強い縁戚関係にあったオーストリア大公フェルディナント1世がボヘミア王位・ハンガリー王位を請求した。彼はボヘミア王に選出され（フェルディナンド1世）、上ハンガリー（現在のスロバキアと大まかに重なる地域）を含むハンガリー北西部を支配下に入れた。これ以降、4世紀にわたってハプスブルク家（ハプスブルコヴェ朝）がボヘミアとスロバキアを支配することになった。1583年、ルドルフ2世はウィーンからプラハに遷都し、プラハは芸術の都として再び繁栄期に入った。
17世紀になると、ボヘミアはプロテスタントの拠点としてハプスブルク皇帝への抵抗の兆しを見せるようになる。1618年にプラハ市民が第二次プラハ窓外放出事件を起こし、ヨーロッパ中を巻き込む三十年戦争が勃発した。ただし、ボヘミア諸侯は1620年の白山の戦いで皇帝軍に敗れて早期に鎮圧され、ボヘミアの自治要求運動は終わりを迎えた。1648年のプラハの戦いではスウェーデンがプラハを包囲、略奪し、終戦後は神聖ローマ皇帝もウィーンへ再遷都してしまった。

### 縮小と消滅
1740年、フリードリヒ2世率いるプロイセンがシュレージエン戦争でボヘミア北西部のシュレージエンを占領し、女王マリエ・テレジエは1742年に南部を除くシュレージエンの大部分の割譲を余儀なくされた。1756年、マリエ・テレジエはフランスやロシアと共にプロイセンに対する包囲網を結成して七年戦争を起こし、シュレージエン奪回を試みた。対するプロイセン軍はザクセンを占領した後1757年にボヘミアに侵攻、プラハの戦いでハプスブルク帝国軍を破り、一時プラハを占領した。プラハ市街の4分の1以上が破壊され、聖ヴィート大聖堂も大きな被害を受けた。コリンの戦いではハプスブルク帝国が勝利し、プロイセン軍をプラハおよびボヘミアから追い出したものの、シュレージエンの大部分は回復できなかった。

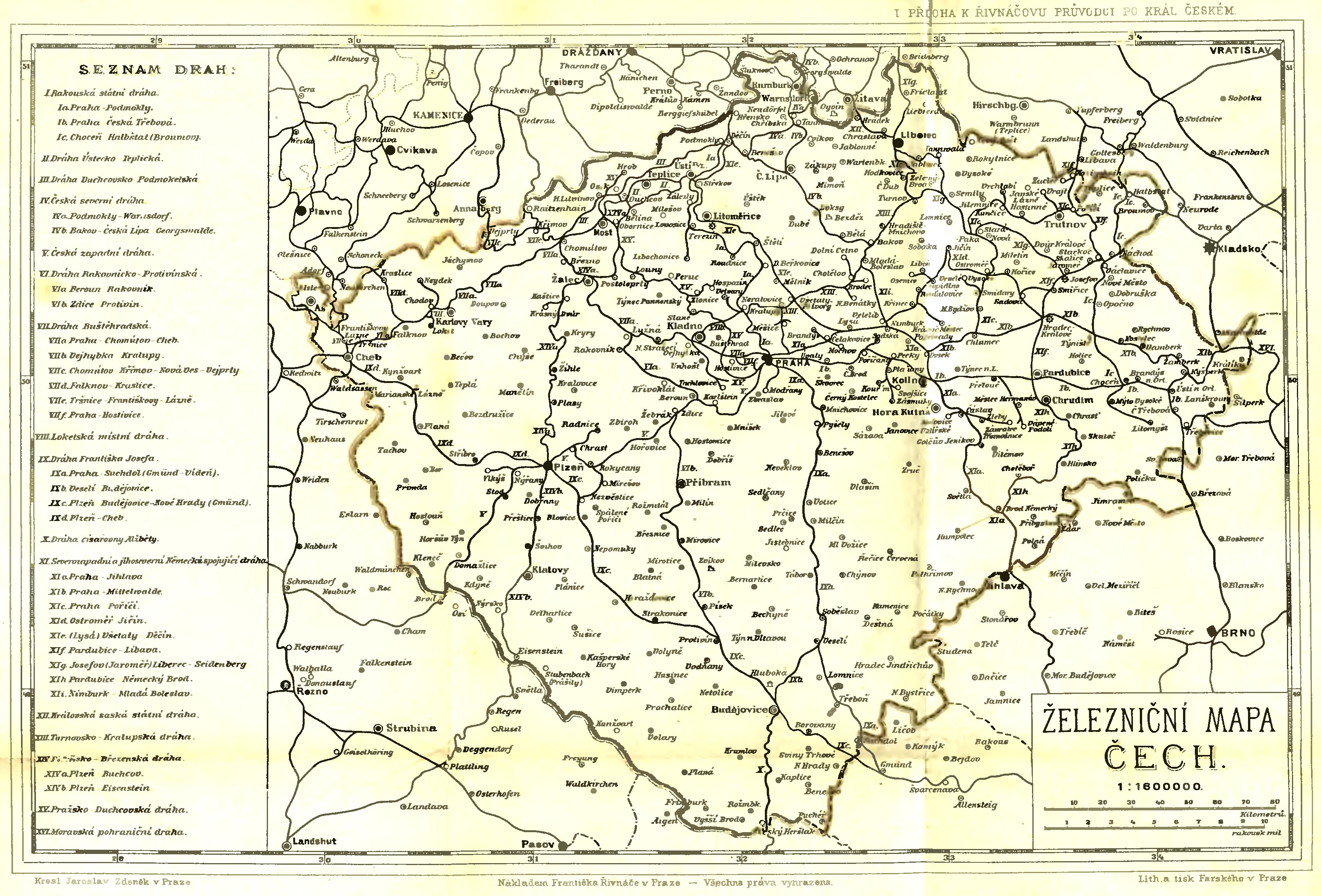
ボヘミアの鉄道網（1883年）

チェコ共和国の国章

1806年にナポレオン戦争により、神聖ローマ帝国が完全に解体されると、ボヘミア王国はオーストリア帝国に吸収され、ボヘミア王号はオーストリア皇帝の付加称号となった。1867年のアウスグライヒでオーストリア＝ハンガリー帝国への改編がなされた際には、ボヘミア、モラヴィア、オーストリア領シュレージエンはオーストリア帝冠領（ツィスライタニエン）の一部となった。名目的にはボヘミア王国は1918年のオーストリア帝国崩壊まで存続し、その後チェコスロバキア共和国に改編された。
現在のチェコ共和国はボヘミア、モラヴィア、チェコ領スレスコ（シレジア）といった地域で形成されており、現代でもボヘミア王国をシンボルとしている。共和国の国章には2尾の獅子があしらわれており、ボヘミア王国の赤白二色旗はチェコの国旗やプラハ城（現在は大統領府）にも見ることができる。

## ボヘミア王冠領

1618年のボヘミア王冠領

もともと公国だったボヘミア(Čechy)およびクラツコ伯領(Hrabství kladské)がボヘミア王国の中心である。イーガーラント(Chebsko)は1322年にボヘミア王ヤン・ルケンブルスキーが皇帝ルートヴィヒ4世を支援する見返りとして正式に獲得した。1348年、ローマ王を兼ねたカレル1世（カール4世）によって、以下の領邦を含むボヘミア王冠(Koruna česká)領が成立した。
- モラヴィア辺境伯領 (Markrabství moravské), 955年のレヒフェルトの戦いののち、プシェミスル朝・スラヴニーク朝のボヘミア公が獲得。999年にポーランド王ボレスワフ1世に奪われたが、1019年もしくは1029年にブジェチスラフ1世が再征服。
- 上ルーサティア (Horní Lužice), ヤン・ルケンブルスキーが1319年にバウツェン、1329年にゲルリッツを獲得。
- 下ルーサティア (Dolní Lužice, former March of Lusatia), 1367年にカレル1世がバイエルン公オットー5世から獲得。後の1635年、皇帝を兼ねたハプスブルク家のフェルディナンド2世（フェルディナント2世）がプラハ条約でザクセン選帝侯領に割譲。
- スレスコ公国群 (Slezsko), 1335年、ヤン・ルケンブルスキーがトレンチーン条約でポーランド王カジミェシュ3世から獲得。後の1742年、女王マリエ・テレジエがプロイセン王フリードリヒ2世に敗れ、ブレスラウ条約で一部（オーストリア領シュレージエン）を除いて喪失。
- 上プファルツ (ボヘミア領プファルツ、Česká Falc), 1355年、カレル1世が王冠領に統合。一部は1373年にブランデンブルク選帝侯領に割譲され、残りは息子ヴェンツェルの代の1400年にプファルツ選帝侯ループレヒト3世に奪われた。
- ブランデンブルク選帝侯領, 1373年にカレル1世がバイエルン公オットー5世から獲得。後の1415年、彼の息子ジクムントがホーエンツォレルン家のフリードリヒ1世に譲渡[35]。

カレル1世以前の13世紀、オタカル2世が以下の領邦をボヘミア王国に統合したが、その晩年にすべてハプスブルク家のルドルフ1世に奪われている。
- オーストリア公国（1251年）
- シュタイアーマルク公国（1261年）
- イーガーラント（1261年）
- ケルンテン公国、カルニオラ辺境領、ヴェンド辺境領（1269年）
- フリウーリ辺境伯領（1272年）

現代のチェコ共和国は、憲法でボヘミア王国の法的な継承国であると称している。

## 経済

### 鉱業

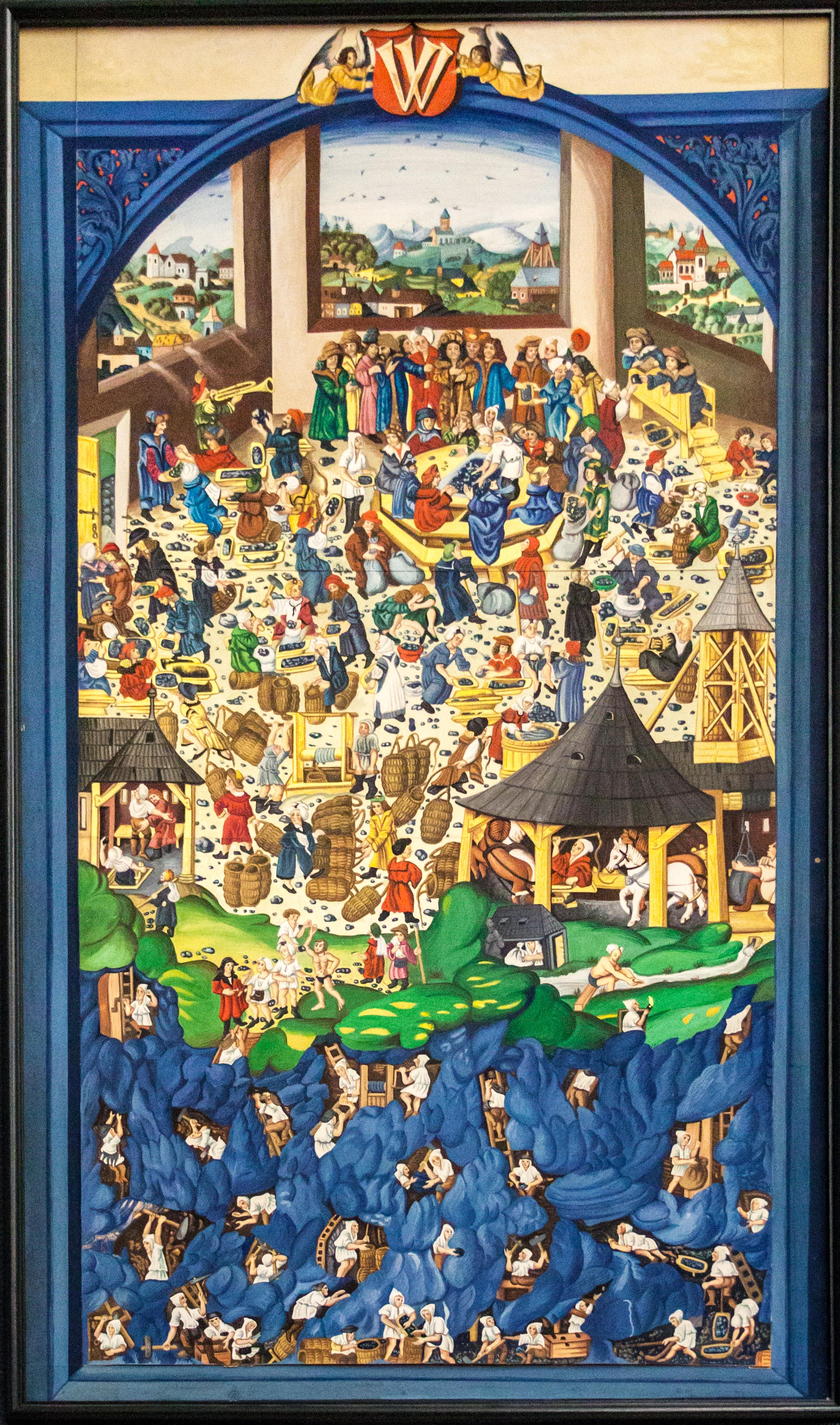
銀山採掘の中心地だったクトナー・ホラは、一時期はボヘミア王国内でプラハに次ぐ重要都市であった。

ボヘミアは、ヨーロッパの中でも最初に工業化を果たした地域だった。12世紀初頭には、エルツ山地でスズや銀の採掘が始まっていた。
1298年、クトナー・ホラ近郊にあったシトー会の修道院領内で銀が発見された。ヴァーツラフ2世はこの銀山を国王の管理下に置き、1300年に王立造幣局を設置し、イタリア人技師の指導の下でプラハ・グロシュ銀貨を発行した。また同年、ヴァーツラフ2世は鉱山法（イウス・レガーレ・モンタノールム）を制定した。これは銀山管理の上での技術的問題や運営上の問題に特化した法律で、ヨーロッパ最古の鉱山法の1つである。クトナー・ホラはヨーロッパにおいては特に豊かな銀山の1つとなり、1300年から1340年の間には毎年20トンの銀が採掘された。この銀は王国の重要な財源となり、クトナー・ホラには鉱夫と技術者以外に利潤を求める商人や職人も集まり、13世紀当時のクトナー・ホラで採掘された銀は、ヨーロッパで産出された銀のうちおよそ3分の1を占めていた。

## 文化
ボヘミア文化の発展は全体的に西欧に後れを取っていたが、13世紀に入ってボヘミア王国が国家として安定すると、ボヘミアの政治的・経済的な隆盛が芸術にも影響し始めた。この時代、数多くの修道院や都市、村が成立し、人が住んでいなかった地域への入植が進んだ。貴族が騎士文化を受容すると、ボヘミアにドイツのミンネザングや馬上槍試合、紋章や石造りの城塞といった新たな文化が流入した。またイフラヴァやストジーブロ、クトナー・ホラで銀山が発見されたことも文化の振興を後押しした。

### ゴシック建築

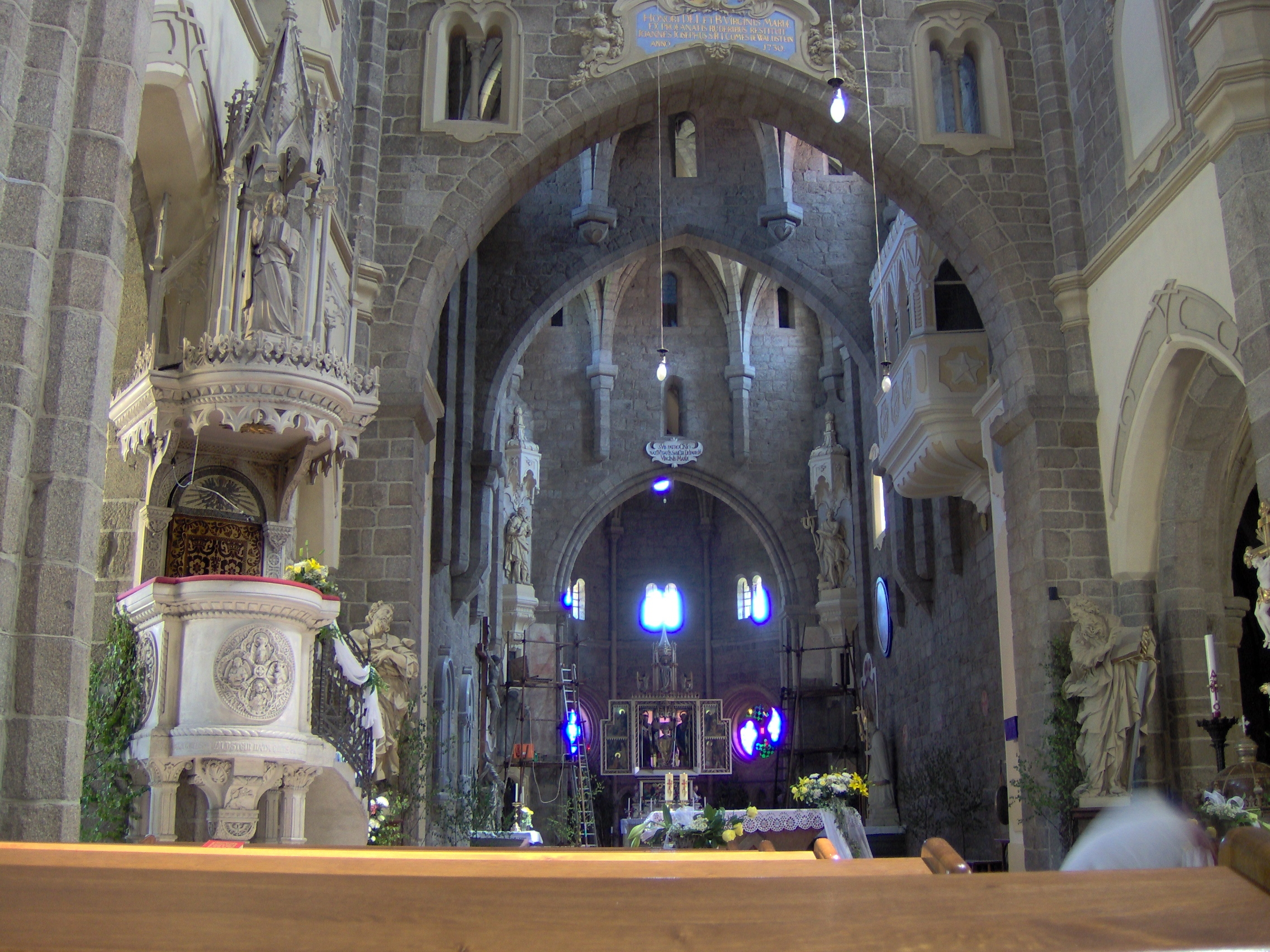
聖プロコピウスのバシリカの内部

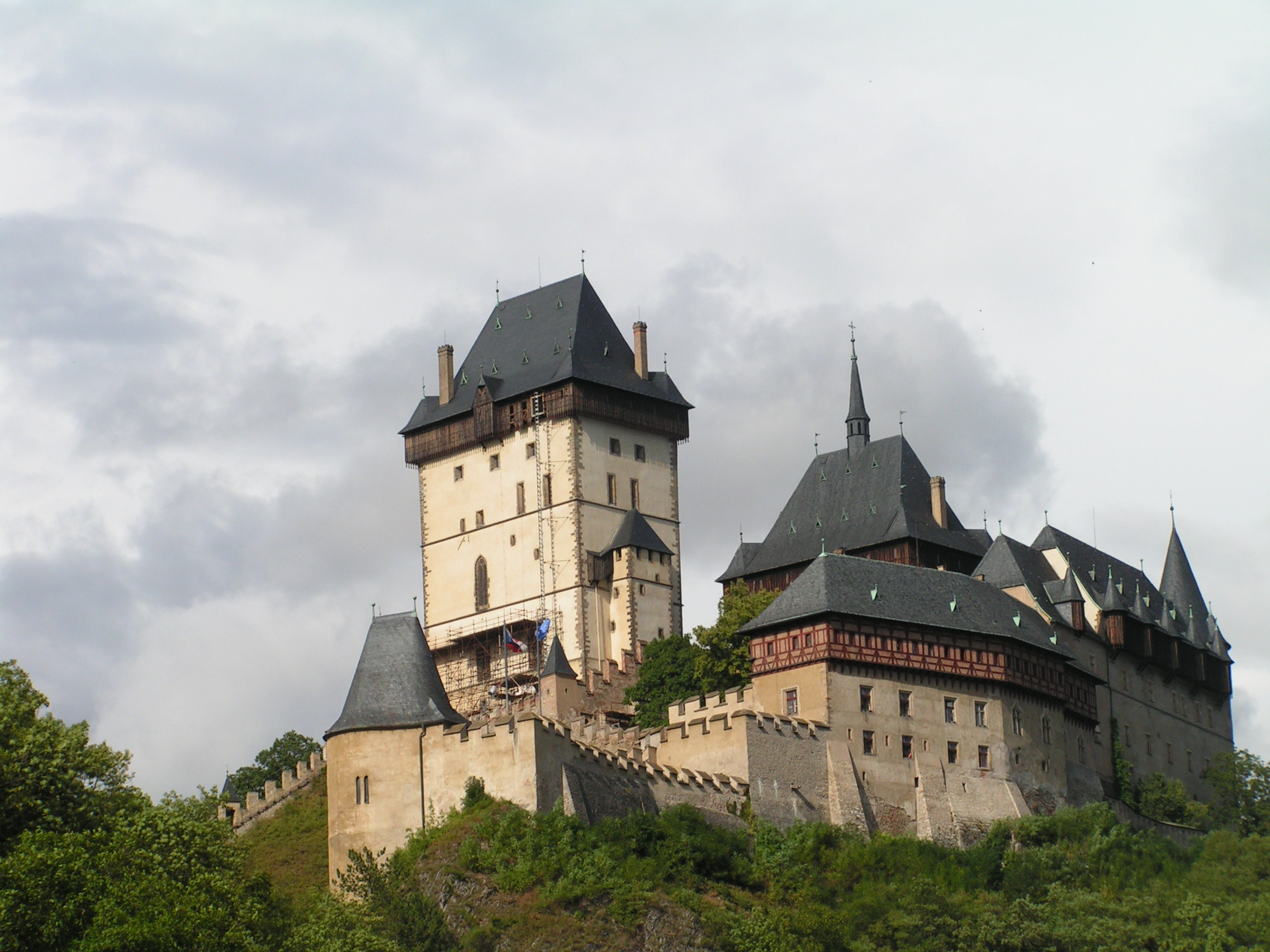
カルシュテイン城

ボヘミアにおけるゴシック建築は年代別に3期に分けられる。13世紀から14世紀前半（主にプシェミスル朝の時代）はゴシック前期、14世紀から15世紀（主にルクセンブルク朝の時代）はゴシック盛期、およそ1471年から1526年のヤギェウォ朝の時代はゴシック後期と呼ばれる。ボヘミアの著名なゴシック建築家としては、ペトル・パルレーとベネディクト・リートが挙げられる。.
ボヘミアにゴシック建築が広がったのは13世紀前半である。それまでのボヘミアではロマネスク建築が主だったが、すでにフランスではゴシック盛期を迎えていた。1230年代、シトー会による最初のゴシック建築が現れたが、これはまだロマネスク建築からの過渡期にあるものだった。純粋なロマネスク建築は1240年代にヴィネツ、ポトヴォロフ、ティスミツェ、コンドラツなどに現れたのを最後に生まれなくなった。過渡期のゴシック建築はまだ控えめで、柱頭などの装飾には葉やベリーのモチーフが好まれた。シトー会はボヘミアにおけるゴシック前期を牽引した。
13世紀中ごろから終わりにかけてトシェビーチに建てられた聖プロコピウスのバシリカは、この時代のヨーロッパにおいて最も異様な建築とされている。ベネディクト会の聖堂として建てられたこの建物は、ロマネスク建築とゴシック建築が混在する特異なつくりになっている。ただし「過渡期」建築とは一線を画しており、両様式の要素を成熟させ融合したことで、純粋なロマネスク建築と純粋なゴシック建築が両立していて、現在では世界遺産にも登録されている。1260年代以降、ボヘミアの建築に対するシトー会の影響力が弱まり、代わりにフランスの高度なゴシック建築の影響が表れるようになった。
ボヘミアのゴシック盛期はヴァーツラフ2世治下の1290年代から始まり、垂直性や光が強調されるようになった。ルクセンブルク朝の祖であるヤン・ルケンブルスキーはボヘミア王国を離れることが多く、あまり建築に力を入れなかったため、プラハ司教のヤン4世が南フランスの建築家を招いて国内の建築を振興した。
カール4世の時代、ボヘミアのゴシック建築は最盛期を迎える。彼は少年期を過ごしたフランスの影響を受けた芸術の支援者であり、さらに彼が皇帝に即位したことでプラハは神聖ローマ帝国の首都となりさらに発展した。彼と息子のヴァーツラフ4世の時代、短期間ながらボヘミアの文化はヨーロッパの頂点に上り詰めた。ボヘミアゴシック盛期最高の建築物は、1348年から1357年に建設されたカルシュテイン城である.
しかし、ゴシック建築の隆盛はフス戦争の勃発により終わりを迎える。ボヘミア王国全土を巻き込んだ戦乱の中で多くの優れた修道院や城塞が消失し、新築中だった建造物は未完に終わった。この時代の見るべき建築物は、ターボル派が驚異的な要塞化を施したターボル市くらいである。戦後も高度な建築を復活させるだけの財政力を持つパトロンがおらず、新たに建った重要な建築物はティーンの前の聖母教会のみといえる。

### ルネサンス建築

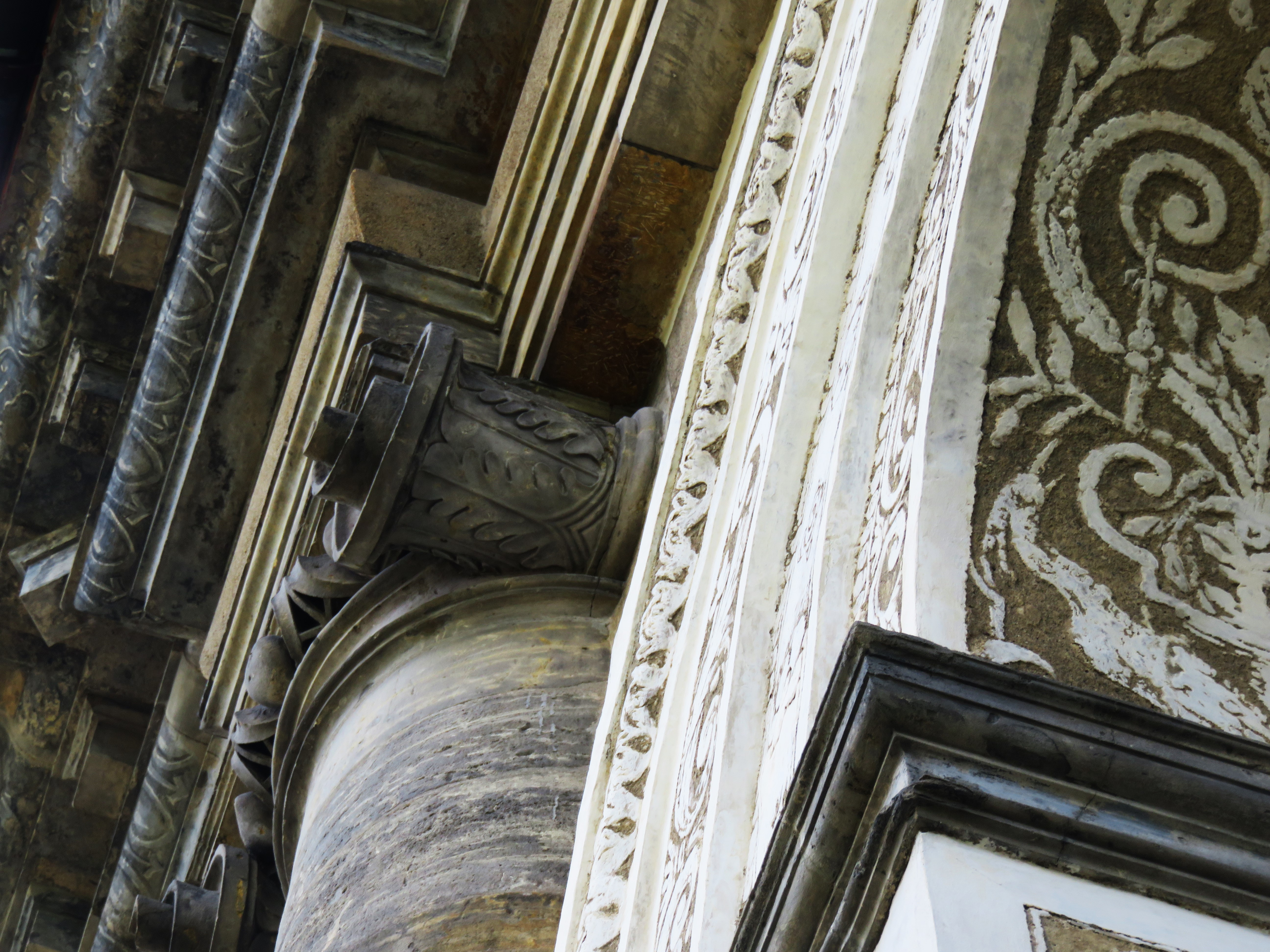
プラハ城の球戯場正面にみられるズグラッフィートとイオニア様式（1569年）

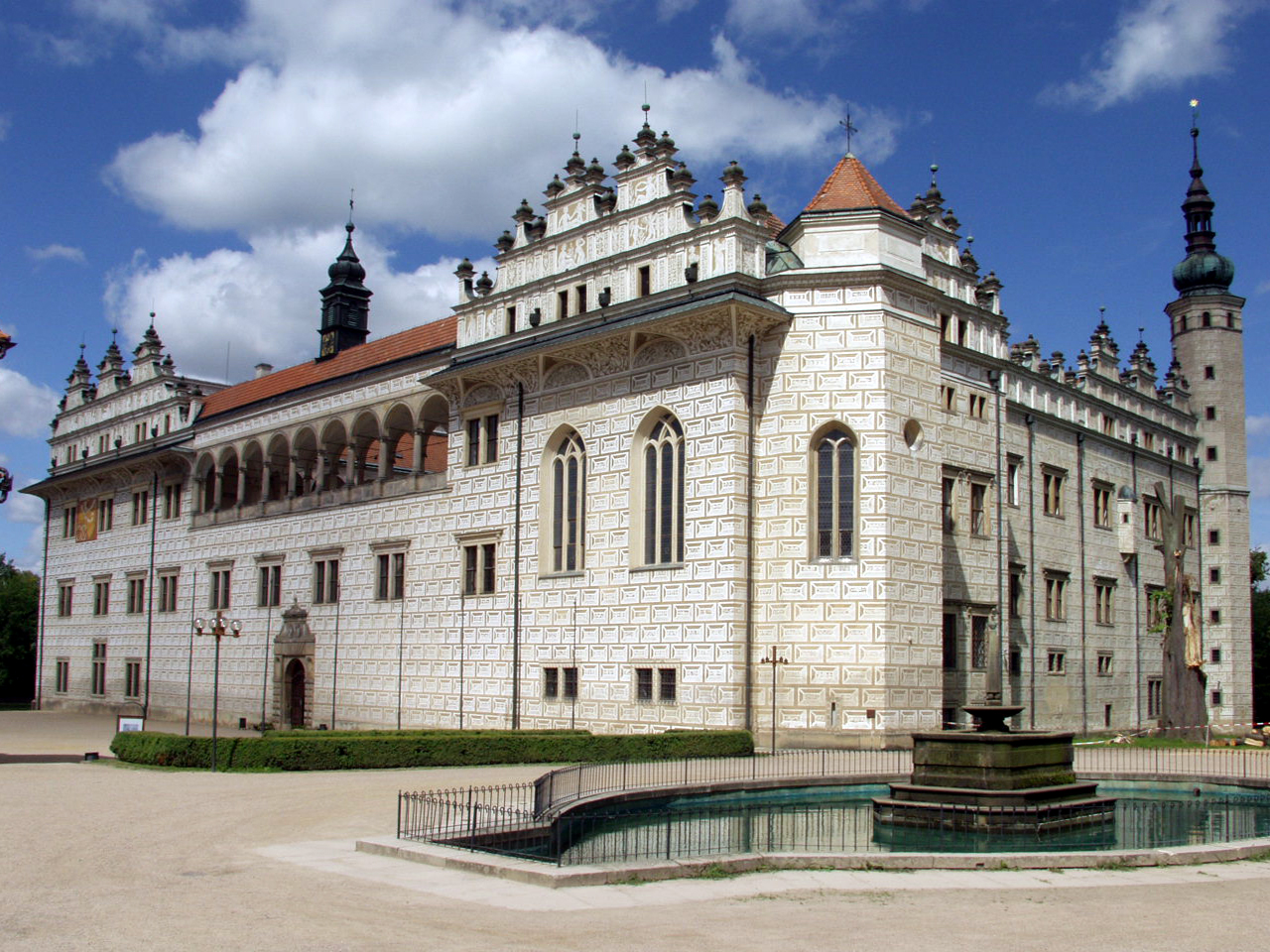
リトミシュル城(1575年–1581年)

15世紀末から17世紀にかけて、ボヘミア王国ではルネサンス建築が花開いた。
ボヘミアを中心とした中央ヨーロッパでは、ルネサンス様式の受容はイタリアを始めとした南欧とくらべ遅く緩やかだった。その原因は、イタリアでルネサンスが興隆した時期にボヘミア宗教改革・フス戦争が被ったことにある。教会改革や十字軍などとの交戦を経たボヘミア新教徒は、教皇の影響が強いイタリアの新潮流に懐疑的であり、むしろ伝統的なゴシック建築を維持することを選んだ。そのため、ボヘミアでのルネサンス建築の登場は、カトリック貴族やカトリック王による支配が再確立される1490年代まで待たなければならなかった。
またボヘミア王国の領域はローマ帝国の版図に含まれたことが無く、古代から伝わる伝統的文化が存在しなかったため、ボヘミアの芸術は古代ローマ文化の復興を根底理念とするイタリアのルネサンスとは異なる方向を目指さざるを得なかった。16世紀後半までは、例えば宮殿の居住スペースはルネサンス様式で建て、礼拝所はゴシック様式を残すといったように、ルネサンス建築とゴシック様式が混在し続けた。ボヘミアのルネサンス建築では、正面にズグラッフィートが施されているものが多い。

### 言語・文学
1918年のチェコスロヴァキア独立以前、ボヘミアは長きにわたりハプスブルク帝国の統治下にあったため、ボヘミア文学やチェコ語の歴史はチェコ民族の独自性を守ろうとする運動と深く関連している。
ボヘミアでは1097年にラテン語が書き言葉として導入されたが、次第にチェコ語に置き換えられていった。最も早い時期のチェコ語文献は13世紀のプシェミスル朝宮廷の文書で、讃美歌が主だった。14世紀になると聖人伝や伝説、英雄譚や年代記、騎士道ロマンスなどのチェコ語韻文作品が登場した。こうした文学作品で特に早期に成立した作品の1つとして、フランスで書かれたラテン語詩をもとにしたアレクサンドロス大王の伝記がある。1350年ごろから散文も登場し始める。当初は聖人伝や年代記に用いられた形式だったが、次第に大衆的な中世物語も散文で書かれるようになった。14世紀末には、風刺韻文や教訓詩、またスミル・フラシュカのノヴァー・ラダ（新たなる評議会）のような政治風刺文学も生まれた。これはボヘミア王に対し貴族の権利を守るため執筆されたものである。

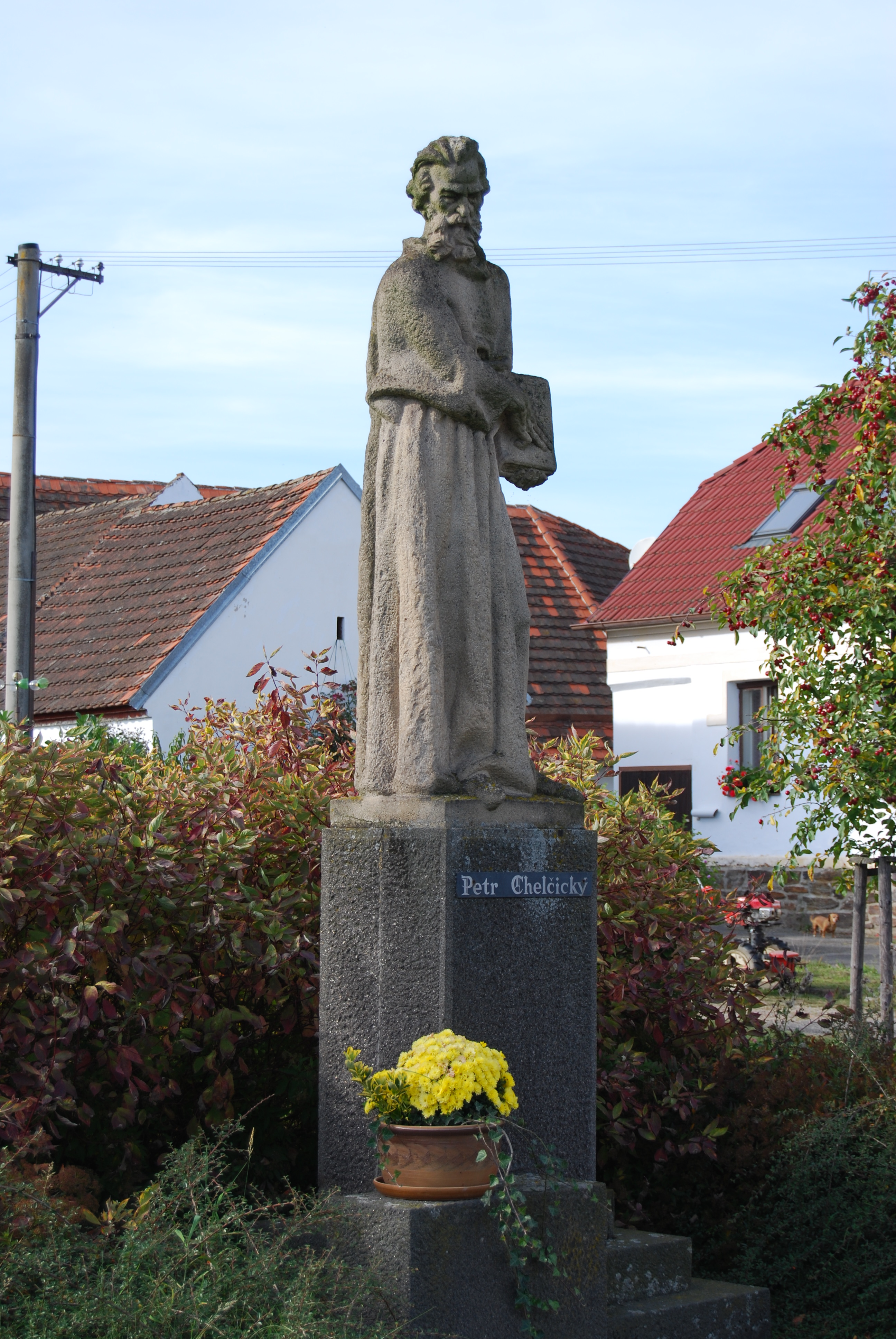
ペトル・ヘルチツキーの像（ヘルチツェ）

15世紀初頭にヤン・フスによるボヘミア宗教改革が始まり、宗教改革者たちは2世紀に及ぶカトリック教会や神聖ローマ皇帝との闘争に突入した。この時代の宗旨論争や改革派の内部抗争の結果、実用的な分野においてもチェコ語による筆記が促進された。フス自身もチェコ語で説教を行い、『ボヘミア語の正書法について』（ラテン語: De orthographia Bohemica）と題した論文を執筆してチェコ語表記法の改革を訴えたとされる。彼の後継者の1人であるペトル・ヘルチツキーはより急進的な論文を書いて同胞団の発端となり、この後2世紀にわたり重要なチェコ語文学を輩出していくモラヴィア兄弟団の原型を作った。
16世紀のボヘミア文学は、ルネサンス期のヒューマニズムに影響を受けた教訓書や学術論文が中心となった。1579年から1593年の間には、同胞団の学者たちがチェコ語の翻訳聖書（クラリッス聖書）を制作し、これが古典的チェコ語の原型となった。

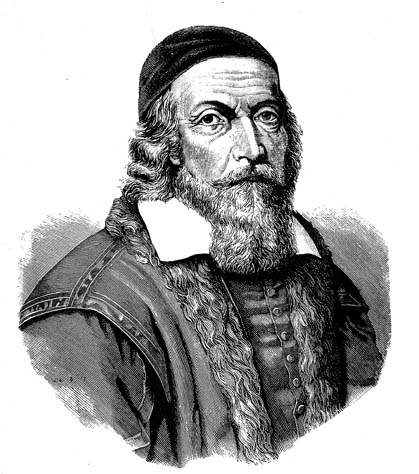
ヨハネス・アモス・コメニウス

1620年にハプスブルク家がボヘミアのプロテスタントを打倒し、ボヘミア貴族が駆逐されたのち、ボヘミアにはチェコ語の知識が乏しいドイツ人貴族が入ってきた。これまでの2世紀の間に培われたチェコ語の伝統はハプスブルク家の支配下で否定され、国外に亡命したチェコ人のみがボヘミア文学を存続させていた。こうした亡命チェコ人で特に重要なのが、教育学者として知られるヤン・アーモス・コメンスキー（ヨハネス・アモス・コメニウス）である。彼が1631年に著した『地上の迷宮と心の楽園』（チェコ語: Labyrint světa a ráj srdce）は、チェコ語による散文としては偉大な作品の1つに数えられている。しかし18世紀までに、チェコ語は文学においても使われなくなっていった。
18世紀後半に歴史主義や懐古主義の風潮が生まれ、多くのチェコ人学者たちがボヘミアの古文学や歴史を研究するようになった。さらに、マリア・テレジアによるハプスブルク帝国の中央集権政策に反対してボヘミアに愛国主義が勃興した。この2つのロマン主義的な現象の結果として、19世紀前半、チェコ民族復興（再生）運動が生まれた。またこの頃、社会的・経済的な発展が進んだボヘミアでは中流階級が拡大し、ボヘミア文学の読者層が増えることになった。

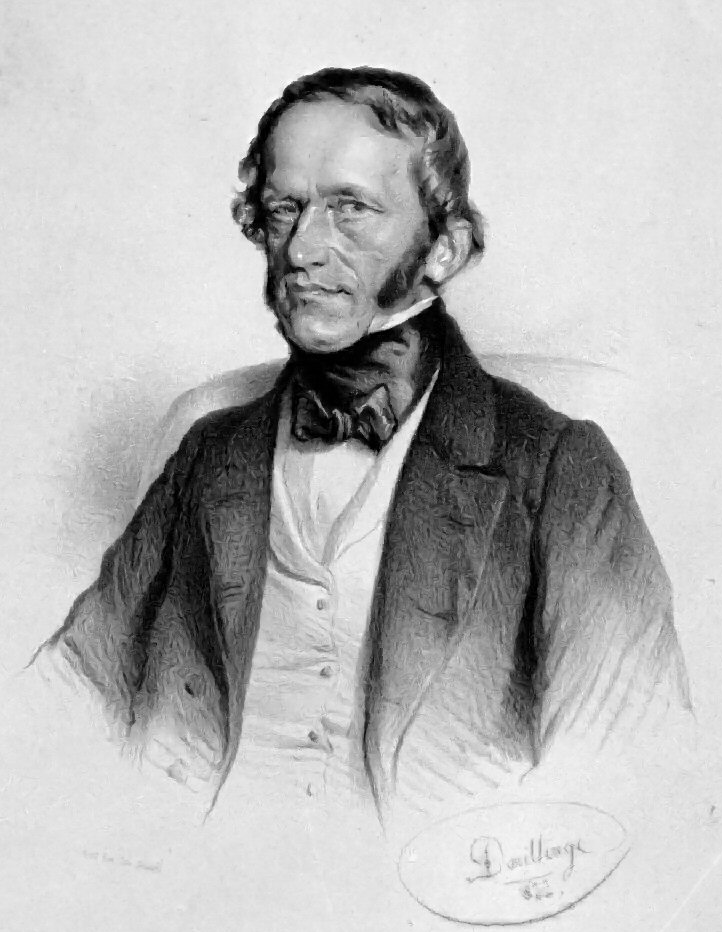
フランティシェク・パラツキー (リトグラフ、1855年)

チェコ・ロマン主義は学術・文学の両面によって弾みがついた。ヨゼフ・ドブロフスキーはチェコ語の書き言葉を研究し、再体系化した。ヨセフ・ユングマンは翻訳文学を発展させることで、チェコ語の語彙を拡張・改新するとともに、1835年から1839年にかけてチェコ語・ドイツ語辞書を編纂した。モラヴィアでも、歴史家のフランティシェク・パラツキーやスロヴァキア人の考古学者パヴェル・ヨゼフ・シャファーリクらがチェコ語復興に取り組んだ。スロヴァキア人のヤーン・コラールは、チェコ語で風刺的なソネット連作『スラーヴァの娘』（チェコ語: Slávy dcera）を書いた。これは復興チェコ語の最初の重要な文学作品である。

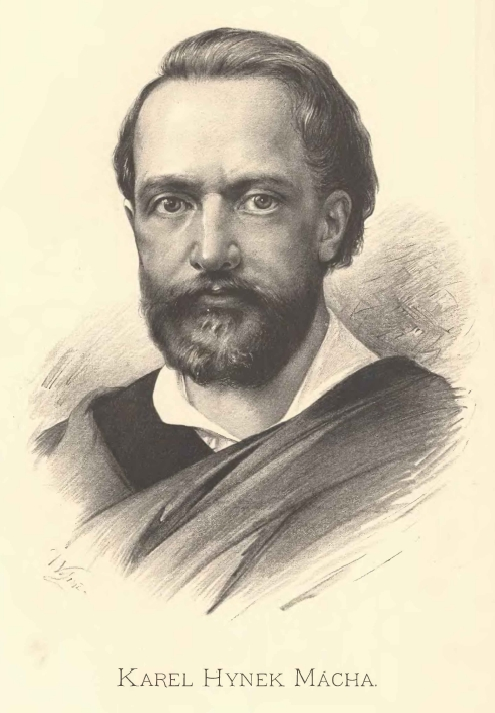
カレル・ヒネク・マーハ

チェコ・ロマン主義時代の、そしてチェコ文学史上最大の詩人がカレル・ヒネク・マーハである。1836年の抒情詩『五月』（チェコ語: Máj）にはジョージ・ゴードン・バイロンやウォルター・スコット、ポーランド・ロマン主義の影響がみられるが、マーハは強烈な詩的ビジョンと完璧な言語使用によってこれらの先駆者を超越している。1840年代になると、ロマン主義に対抗する動きが出てくる。政治ジャーナリストのカレル・ハヴリーチェク・ボロフスキーや小説家ボジェナ・ニェムツォヴァーらはより政治問題に関心を寄せ、チェコ語を日常の会話に導入することでチェコの伝統の復興を図った。
19世紀後半、リベラルで現実主義的なナショナリズムにチェコ文学を浸透させようと試みる「五月グループ」が登場した。代表的な作家としては、詩人・短編作家のヤン・ネルダや小説家カロリナ・スヴェトラー、詩人ヴィーテェツラフ・ハーレクなどがいる。
1870年代までに詩や小説の分野でチェコ語が確立されたが、演劇はそれらに後れを取っていた。チェコ語の文学分野はルミル派とルフ派の2つに集約され、前者はチェコ文学をヨーロッパ化する必要性を説いたが、後者はチェコ本来の伝統に重きを置いた。エミル・フリーダ（仮名ヤロスラフ・ヴルヒツキー）はチェコ文学史で最も多作な人物の1人で、コスモポリタニズム的な潮流を牽引した。彼は熟達したチェコ語で抒情詩を生み出していった。彼の作品は各国語に翻訳され、ヨーロッパじゅうの作家に影響を与えた。ユリウス・ゼヴェルの短編にもコスモポリタニズムの思想がうかがえる。この時代の民族主義的な文学者としてはスヴァトプルク・チェフが挙げられる。彼は歴史的な叙事詩を再構成してのどかなチェコ人の生活を描き、実利主義的なチェコ人の中産階級を風刺した。
19世紀後半のチェコの文学は、歴史小説家のアロイス・イラーセクやジクムンド・ヴィンターにみられるような現実的な記述が主流となった。彼らはチェコの歴史を理想化して描いていたが、その細部には学術研究の成果が反映されていた。イラーセクは自分の時代まで至る全チェコ史を小説で描き、その中にはフス派の時代や1780年以降の民族復活の時代も含まれていた。19世紀末、詩の分野ではオタカル・ブジェジナ（仮名ヴァーツラフ・イェバヴィー）、ペトル・ベズルチ（仮名ヴラディミール・ヴァシェク）らによる新潮流が生まれた。ブジェジナは繊細で独創的な言葉で自分の信条を語り、彼の韻律は後のチェコ詩歌に大きな影響を与えた。

## 行政区画

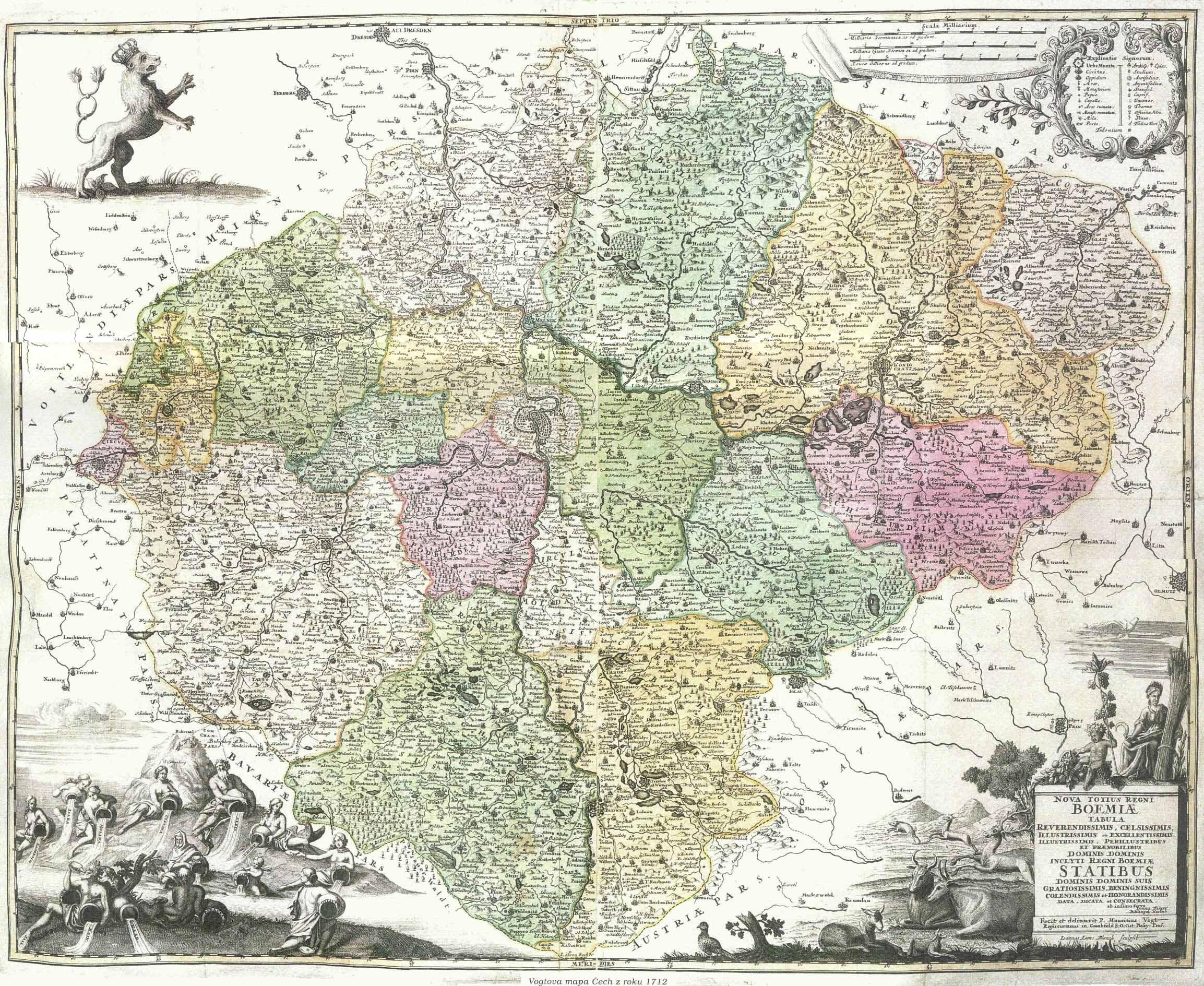
1712年のボヘミアの行政区画

### 1833年以前
1833年以前には以下の州（クライス）が存在した。ただし年代はそれぞれ異なる。以下、区画名はチェコ語名、括弧内にドイツ語名を示す。
- ベヒニェ（ベヒンク）
- ボレスラフ（ユンク・ブンツラウ）
- チャースラフ（チャースラウ）
- フルディム（ケーニヒグレーツ）　第一次シュレージエン戦争で喪失
- コウジム（プラハ）
- リトムニェジツェ（ライトメリッツ）
- ロケト（エルボゲン）
- ヴルタヴァ（モルダウ）
- プルゼニ（ピルゼン）
- ポドブルツコ（ベラウン）
- プラーヒェニスコ（プラヒェンス）
- ラコヴニーク（ラコニッツ）
- ジャテツ（ザーツ）

### 1833年–1849年の州

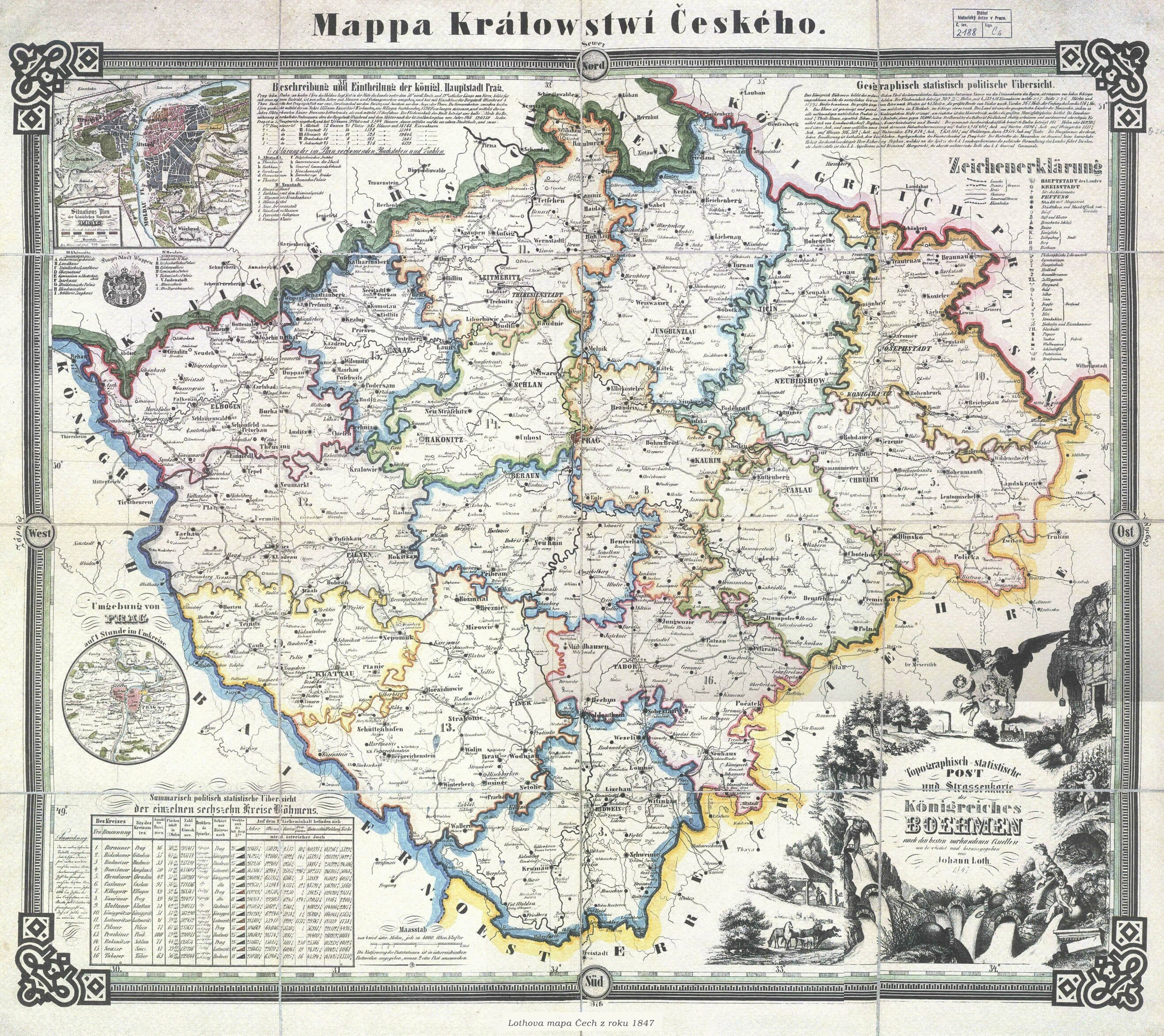
1847年の行政区画

ヨハン・ゴットフリート・ゾマーによれば、1833年から1849年までは16州が存在した。
- ベロウン（ベラウナー・クライス）
- ノヴィー・ビジョフ（ビトショヴァー・クライス）
- チェスケー・ブジェヨヴィツェ（ブトヴァイザー・クライス）
- ムラダー・ボレスラフ（ブンツラウアー・クライス）
- チャースラフ（ツァスラファー・クライス）
- フルディム（フルディマー・クライス）
- ロケト（エルボゲナー・クライス）
- コウジム（カウリマー・クライス）
- クラトビ（クラッタウアー・クライス）
- フラデツ・クラーロヴェー（ケーニヒグレーツァー・クライス）
- リトムニェジツェ（ライトメリッツァー・クライス）
- プルゼニ（ピルゼナー・クライス）
- プラーヒェニ（プラヒナー・クライス）
- ピーセク（ラコニッツァー・クライス）
- ジャテツ（ザーツァー・クライス）
- ターボル（ターボラー・クライス）

### 1850年–1918年の郡

1893年の行政区画

1850年以降、ボヘミア諸州は104郡（オクレス　ドイツ語:: Bezirk, pl. Bezirke; チェコ語: Okres)に再編された。

## 人口構成

### 1910年の統計
| 宗教                     | 人口      | %      |
| ------------------------ | --------- | ------ |
| カトリック教会           | 6,475,835 | 95.66  |
| ルーテル教会             | 98,379    | 1.45   |
| ユダヤ教                 | 85,826    | 1.26   |
| カルヴァン派             | 78,562    | 1.16   |
| 復古カトリック教会       | 14,631    | 0.21   |
| 東方典礼カトリック教会   | 1,691     | 0.02   |
| モラヴィア兄弟団         | 891       | 0.01   |
| 正教会                   | 824       | 0.01   |
| アングリカン             | 173       | 0.00   |
| ユニテリアン             | 20        | 0.00   |
| イスラーム教             | 14        | 0.00   |
| アルメニアカトリック教会 | 10        | 0.00   |
| 古儀式派                 | 9         | 0.00   |
| アルメニア教会           | 8         | 0.00   |
| メノナイト               | 4         | 0.00   |
| その他                   | 1,467     | 0.02   |
| 無宗教                   | 11,204    | 0.16   |
| 計                       | 6,769,548 | 100.00 |

| 言語                     | 人口      | %      |
| ------------------------ | --------- | ------ |
| チェコ語・スロバキア語   | 4,241,918 | 62.66  |
| ドイツ語                 | 2,467,724 | 36.45  |
| ポーランド語             | 1,541     | 0.02   |
| ルーシ語                 | 1,062     | 0.01   |
| スロベニア語             | 292       | 0.00   |
| セルビア語・クロアチア語 | 190       | 0.00   |
| イタリア語・ラディン語   | 136       | 0.00   |
| ハンガリー語             | 48        | 0.00   |
| ルーマニア語             | 33        | 0.00   |
| その他 (大半がロマ語)    | 56,604    | 0.83   |
| 計                       | 6,769,548 | 100.00 |